# Verenigde Staten op de Olympische Zomerspelen 2024
De Verenigde Staten namen deel aan de Olympische Zomerspelen 2024 in Parijs, Frankrijk. Rocky Harris werd aangeduid als chef de mission.

## Medailleoverzicht
| Medaille | Naam | Sport            | Onderdeel                         | Datum       |
| -------- | --- | ---------------- | --------------------------------- | ----------- |
| Goud     | Jack Alexy Chris Guiliano Hunter Armstrong Caeleb Dressel Ryan Held Matthew King | Zwemmen          | 4x100 m Vrije slag (m)            | 27 juli     |
| Goud     | Lee Kiefer | Schermen         | Floret (v)                        | 28 juli     |
| Goud     | Torri Huske | Zwemmen          | 100 m Vlinderslag (v)             | 28 juli     |
| Goud     | Simone Biles Jade Carey Jordan Chiles Sunisa Lee Hezly Rivera | Turnen           | team (v)                          | 30 juli     |
| Goud     | Katie Ledecky | Zwemmen          | 1500 m vrije slag (v)             | 31 juli     |
| Goud     | Jacqueline Dubrovich Lee Kiefer Lauren Scruggs Maia Weintraub | Schermen         | Floret team (v)                   | 1 augustus  |
| Goud     | Simone Biles | Turnen           | Meerkamp (v)                      | 1 augustus  |
| Goud     | Nick Mead Justin Best Michael Grady Liam Corrigan | Roeien           | Vier-zonder (m)                   | 1 augustus  |
| Goud     | Kate Douglass | Zwemmen          | 200 m Schoolslag (v)              | 1 augustus  |
| Goud     | Ryan Crouser | Atletiek         | Kogelstoten (m)                   | 3 augustus  |
| Goud     | Simone Biles | Turnen           | Sprong (v)                        | 3 augustus  |
| Goud     | Vincent Hancock | Schietsport      | Skeet (m)                         | 3 augustus  |
| Goud     | Katie Ledecky | Zwemmen          | 800 m Vrije slag (v)              | 3 augustus  |
| Goud     | Ryan Murphy Nic Fink Gretchen Walsh Torri Huske Regan Smith Charlie Swanson Caeleb Dressel Abbey Weitzeil | Zwemmen          | 4x100 m Wisselslag (x)            | 3 augustus  |
| Goud     | Noah Lyles | Atletiek         | 100 m (m)                         | 4 augustus  |
| Goud     | Kristen Faulkner | Wegwielrennen    | Wegwedstrijd (v)                  | 4 augustus  |
| Goud     | Scottie Scheffler | Golf             | individueel (m)                   | 4 augustus  |
| Goud     | Bobby Finke | Zwemmen          | 1500 m Vrije slag (m)             | 4 augustus  |
| Goud     | Regan Smith Lilly King Gretchen Walsh Torri Huske Katharine Berkoff Emma Weber Alex Shackell Kate Douglass | Zwemmen          | 4x100 m Wisselslag (v)            | 4 augustus  |
| Goud     | Valarie Allman | Atletiek         | Discuswerpen (v)                  | 5 augustus  |
| Goud     | Caroline Marks | Surfen           | Shortboard (v)                    | 5 augustus  |
| Goud     | Cole Hocker | Atletiek         | 1500 m (m)                        | 6 augustus  |
| Goud     | Gabrielle Thomas | Atletiek         | 200 m (v)                         | 6 augustus  |
| Goud     | Amit Elor | Worstelen        | Vrije stijl Lichtzwaar -68 kg (v) | 6 augustus  |
| Goud     | Quincy Hall | Atletiek         | 400 m (m)                         | 7 augustus  |
| Goud     | Jennifer Valente Lily Williams Chloé Dygert Kristen Faulkner | Baanwielrennen   | Ploegachtervolging (v)            | 7 augustus  |
| Goud     | Sarah Hildebrandt | Worstelen        | Vlieg -50 kg (v)                  | 7 augustus  |
| Goud     | Grant Holloway | Atletiek         | 110 m horden (m)                  | 8 augustus  |
| Goud     | Sydney McLaughlin-Levrone | Atletiek         | 400 m horden (v)                  | 8 augustus  |
| Goud     | Tara Davis-Woodhall | Atletiek         | Verspringen (v)                   | 8 augustus  |
| Goud     | Rai Benjamin | Atletiek         | 400 m horden (m)                  | 9 augustus  |
| Goud     | Melissa Jefferson Twanisha Terry Gabrielle Thomas Sha'Carri Richardson | Atletiek         | 4x100 m (v)                       | 9 augustus  |
| Goud     | Olivia Reeves | Gewichtheffen    | Lichtzwaar -71 kg (v)             | 9 augustus  |
| Goud     | Christopher Bailey Vernon Norwood Bryce Deadmon Rai Benjamin Quincy Wilson | Atletiek         | 4x400 m (m)                       | 10 augustus |
| Goud     | Masai Russell | Atletiek         | 100 m horden (v)                  | 10 augustus |
| Goud     | Shamier Little Sydney McLaughlin-Levrone Gabrielle Thomas Alexis Holmes Quanera Hayes Aaliyah Butler Kaylyn Brown | Atletiek         | 4x400 m (v)                       | 10 augustus |
| Goud     | Basketbalteam Bam Adebayo Devin Booker Stephen Curry Anthony Davis Kevin Durant Anthony Edwards Joel Embiid Tyrese Haliburton Jrue Holiday Lebron James Jayson Tatum Derrick White | Basketbal        | Basketbal (m)                     | 10 augustus |
| Goud     | Voetbalelftal Alyssa Naeher Emily Fox Korbin Albert Naomi Girma Trinity Rodman Casey Krueger Crystal Dunn Lynn Williams Mallory Swanson Lindsey Horan Sophia Smith Tierna Davidson Jenna Nighswonger Emily Sonnett Jaedyn Shaw Rose Lavelle Sam Coffey Casey Murphy [[Croix Bethune 14 March 2001 (aged 23) 2 0 United States Washington Spirit]] Emily Sams | Voetbal          | Voetbal (v)                       | 10 augustus |
| Goud     | Basketbalteam Jewell Loyd Kelsey Plum Sabrina Ionescu Kahleah Copper Chelsea Gray A'ja Wilson Breanna Stewart Napheesa Collier Diana Taurasi Jackie Young Alyssa Thomas Brittney Griner | Basketbal        | Basketbal (v)                     | 11 augustus |
|          | |                  |                                   |             |
| Zilver   | Sarah Bacon Kassidy Cook | Schoonspringen   | 3 m plank synchroon (v)           | 27 juli     |
| Zilver   | Kate Douglass Gretchen Walsh Torri Huske Simone Manuel Abbey Weitzeil Erika Connolly | Zwemmen          | 4x100 m (v)                       | 27 juli     |
| Zilver   | Haley Batten | Mountainbiken    | cross-country (v)                 | 28 juli     |
| Zilver   | Lauren Scruggs | Schermen         | Floret (v)                        | 28 juli     |
| Zilver   | Nic Fink | Zwemmen          | 100 m schoolslag (m)              | 28 juli     |
| Zilver   | Gretchen Walsh | Zwemmen          | 100 m vlinderslag (v)             | 28 juli     |
| Zilver   | Jagger Eaton | Skateboarden     | Street (m)                        | 29 juli     |
| Zilver   | Katie Grimes | Zwemmen          | 400 m wisselslag (v)              | 29 juli     |
| Zilver   | Bobby Finke | Zwemmen          | 800 m vrije slag (m)              | 30 juli     |
| Zilver   | Luke Hobson Carson Foster Drew Kibler Kieran Smith Brooks Curry Blake Pieroni Chris Guiliano | Zwemmen          | 4x200 m vrije slag(m)             | 30 juli     |
| Zilver   | Regan Smith | Zwemmen          | 100 m rugslag (v)                 | 30 juli     |
| Zilver   | Perris Benegas | BMX              | Freestyle (v)                     | 31 juli     |
| Zilver   | Regan Smith | Zwemmen          | 200 m vlinderslag (v)             | 1 augustus  |
| Zilver   | Claire Weinstein Paige Madden Katie Ledecky Erin Gemmell Anna Peplowski Simone Manuel Alex Shackell | Zwemmen          | 4x200 m Vrije slag (v)            | 1 augustus  |
| Zilver   | Sagen Maddalena | Schietsport      | 50 m kkg 3-houdingen (v)          | 2 augustus  |
| Zilver   | Regan Smith | Zwemmen          | 200 m rugslag (v)                 | 2 augustus  |
| Zilver   | Joe Kovacs | Atletiek         | Kogelstoten (m)                   | 3 augustus  |
| Zilver   | Sha'Carri Richardson | Atletiek         | 100 m (v)                         | 3 augustus  |
| Zilver   | Vernon Norwood Shamier Little Bryce Deadmon Kaylyn Brown | Atletiek         | 4x400 m (x)                       | 3 augustus  |
| Zilver   | Conner Prince | Schietsport      | Skeet (m)                         | 3 augustus  |
| Zilver   | Kate Douglass | Zwemmen          | 200 m wisselslag (v)              | 3 augustus  |
| Zilver   | Austin Krajicek Rajeev Ram | Tennis           | Dubbelspel (m)                    | 3 augustus  |
| Zilver   | Brady Ellison | Boogschieten     | individueel (m)                   | 4 augustus  |
| Zilver   | Ryan Murphy Nic Fink Caeleb Dressel Hunter Armstrong Charlie Swanson Thomas Heilman Jack Alexy | Zwemmen          | 4x100 m wisselslag (m)            | 4 augustus  |
| Zilver   | Sam Kendricks | Atletiek         | Polsstokhoogspringen (m)          | 5 augustus  |
| Zilver   | Simone Biles | Turnen           | Vloer (v)                         | 5 augustus  |
| Zilver   | Austen Smith Vincent Hancock | Schietsport      | Skeet (x)                         | 5 augustus  |
| Zilver   | Seth Rider Taylor Spivey Morgan Pearson Taylor Knibb | Triatlon         | Estafette (x)                     | 5 augustus  |
| Zilver   | Annette Echikunwoke | Atletiek         | Kogelslingeren (v)                | 6 augustus  |
| Zilver   | Anita Alvarez Jaime Czarkowski Megumi Field Keana Hunter Audrey Kwon Jacklyn Luu Daniella Ramirez Ruby Remati Calista Liu * | Synchroonzwemmen | Team (x)                          | 7 augustus  |
| Zilver   | Katie Moon | Atletiek         | Polsstokhoogspringen (v)          | 7 augustus  |
| Zilver   | Kenneth Rooks | Atletiek         | 3000 m steeplechase (m)           | 7 augustus  |
| Zilver   | Tom Schaar | Skateboarden     | Park (m)                          | 7 augustus  |
| Zilver   | Kenny Bednarek | Atletiek         | 200 m (m)                         | 8 augustus  |
| Zilver   | Daniel Roberts | Atletiek         | 110 m horden (m)                  | 8 augustus  |
| Zilver   | Anna Cockrell | Atletiek         | 400 m horden (v)                  | 8 augustus  |
| Zilver   | Spencer Lee | Worstelen        | Bantam vrije stijl -57 kg (m)     | 9 augustus  |
| Zilver   | Shelby McEwen | Atletiek         | Hoogspringen (m)                  | 10 augustus |
| Zilver   | Nevin Harrison | Kanovaren        | C1 200 m (v)                      | 10 augustus |
| Zilver   | Brooke Raboutou | Klimsport        | gecombineerd (v)                  | 10 augustus |
| Zilver   | Volleybalploeg Lauren Carlini Andrea Drews Micha Hancock Jordan Larson Chiaka Ogbogu Kathryn Plummer Jordyn Poulter Dana Rettke Kelsey Robinson Avery Skinner Jordan Thompson Haleigh Washington Justine Wong-Orantes | Volleybal        | Volleybal (v)                     | 11 augustus |
| Zilver   | Kennedy Blades | Worstelen        | Zwaar Vrije stijl -76 kg (v)      | 11 augustus |
|          | |                  |                                   |             |
| Brons    | Chloé Dygert | Wegwielrennen    | Tijdrit (v)                       | 27 juli     |
| Brons    | Katie Ledecky | Zwemmen          | 400 m Vrije Slag (v)              | 27 juli     |
| Brons    | Carson Foster | Zwemmen          | 400 m Wisselslag (v)              | 28 juli     |
| Brons    | Nick Itkin | Schermen         | Floret (m)                        | 29 juli     |
| Brons    | Asher Hong Paul Juda Brody Malone Stephen Nedoroscik Fred Richard | Turnen           | team (m)                          | 29 juli     |
| Brons    | Nyjah Huston | Skateboarden     | Street (m)                        | 29 juli     |
| Brons    | Luke Hobson | Zwemmen          | 200 m Vrije slag (m)              | 29 juli     |
| Brons    | Emma Weyant | Zwemmen          | 400 m Wisselslag (v)              | 29 juli     |
| Brons    | Sevensteam Kayla Canett Lauren Doyle Alev Kelter Kristi Kirshe Sarah Levy Ilona Maher Alena Olsen Ariana Ramsey Stephanie Rovetti Spiff Sedrick Sammy Sullivan Naya Tapper | Rugby            | Rugby sevens (v)                  | 30 juli     |
| Brons    | Emma Weyant | Zwemmen          | 100 m rugslag (v)                 | 30 juli     |
| Brons    | Evy Leibfarth | Kanovaren        | C1 (v)                            | 31 juli     |
| Brons    | Sunisa Lee | Turnen           | Meerkamp (v)                      | 1 augustus  |
| Brons    | Casey Kaufhold Brady Ellison | Boogschieten     | team (x)                          | 2 augustus  |
| Brons    | Grant Fisher | Atletiek         | 10.000 m (m)                      | 2 augustus  |
| Brons    | Ian Barrows Hans Henken | Zeilen           | 49er (m)                          | 2 augustus  |
| Brons    | Melissa Jefferson | Atletiek         | 100 m (v)                         | 3 augustus  |
| Brons    | Jasmine Moore | Atletiek         | Hink-stap-springen (v)            | 3 augustus  |
| Brons    | Stephen Nedoroscik | Turnen           | Paard voltige (m)                 | 3 augustus  |
| Brons    | Jade Carey | Turnen           | Sprong (v)                        | 3 augustus  |
| Brons    | Henry Hollingsworth Nicholas Rusher Christian Tabash Clark Dean Christopher Carlson Peter Chatain Evan Olson Pieter Quinton Rielly Milne (s) | Roeien           | Acht (m)                          | 3 augustus  |
| Brons    | Paige Madden | Zwemmen          | 800 m Vrije slag (v)              | 3 augustus  |
| Brons    | Taylor Fritz Tommy Paul | Tennis           | Dubbelspel (m)                    | 3 augustus  |
| Brons    | Fred Kerley | Atletiek         | 100 m                             | 4 augustus  |
| Brons    | Sunisa Lee | Turnen           | Brug ongelijk (v)                 | 4 augustus  |
| Brons    | Austen Smith | Schietsport      | Skeet (v)                         | 4 augustus  |
| Brons    | Dearica Hamby Cierra Burdick Hailey Van Lith Rhyne Howard | Basketbal        | 3x3 (v)                           | 5 augustus  |
| Brons    | Yared Nuguse | Atletiek         | 1500 m                            | 6 augustus  |
| Brons    | Brittany Brown | Atletiek         | 200 m                             | 6 augustus  |
| Brons    | Omari Jones | Boksen           | Weltergewicht -71 kg (m)          | 6 augustus  |
| Brons    | Noah Lyles | Atletiek         | 200 m (m)                         | 7 augustus  |
| Brons    | Noah Lyles | Atletiek         | 200 m (m)                         | 8 augustus  |
| Brons    | Jasmine Moore | Atletiek         | Verspringen (v)                   | 8 augustus  |
| Brons    | Sam Watson | Klimsport        | speed (m)                         | 8 augustus  |
| Brons    | Kristina Teachout | Taekwondo        | Middengewicht -67 kg (v)          | 9 augustus  |
| Brons    | Volleybalploeg Matt Anderson Taylor Averill Micah Christenson TJ DeFalco Maxwell Holt Thomas Jaeschke Jeffrey Jendryk Micah Maʻa Garrett Muagututia Aaron Russell Erik Shoji David Smith | Volleybal        | Volleybal (m)                     | 9 augustus  |
| Brons    | Aaron Brooks | Worstelen        | Midden Vrij stijl -86 kg (m)      | 9 augustus  |
| Brons    | Helen Maroulis | Worstelen        | Welter -57 kg (v)                 | 9 augustus  |
| Brons    | Grant Fisher | Atletiek         | 5000 m (m)                        | 10 augustus |
| Brons    | Victor Montalvo | Breaking         | B-Boys                            | 10 augustus |
| Brons    | Kyle Dake | Worstelen        | Welter Vrije stijl -74 kg (m)     | 10 augustus |
| Brons    | Waterpoloteam Alex Bowen Luca Cupido Hannes Daube Chase Dodd Ryder Dodd Ben Hallock Drew Holland Johnny Hooper Max Irving Alex Obert Marko Vavic Adrian Weinberg Dylan Woodhead | Waterpolo        | Waterpolo (m)                     | 11 augustus |

## Aantal Deelnemers
Hieronder volgt een overzicht van de atleten die deelnamen aan de Olympische Zomerspelen van 2024.
| Sport            | Mannen | Vrouwen | Totaal |
| ---------------- | ------ | ------- | ------ |
| Atletiek         | 59     | 61      | 120    |
| Badminton        | 3      | 4       | 7      |
| Basketbal        | 16     | 16      | 32     |
| Boksen           | 4      | 4       | 8      |
| Boogschieten     | 1      | 3       | 4      |
| Breakdance       | 2      | 2       | 4      |
| Gewichtheffen    | 2      | 3       | 5      |
| Golf             | 4      | 3       | 7      |
| Gymnastiek       | 6      | 7       | 13     |
| Hockey           | 0      | 16      | 16     |
| Judo             | 2      | 2       | 4      |
| Kanovaren        | 3      | 2       | 5      |
| Klimsport        | 4      | 4       | 8      |
| Moderne vijfkamp | 0      | 1       | 1      |
| Paardensport     | 6      | 3       | 9      |
| Roeien           | 18     | 24      | 42     |
| Rugby            | 12     | 12      | 24     |
| Schermen         | 6      | 9       | 15     |
| Schietsport      | 7      | 9       | 16     |
| Schoonspringen   | 5      | 6       | 11     |
| Skateboarden     | 6      | 6       | 12     |
| Surfen           | 2      | 3       | 5      |
| Synchroonzwemmen | 0      | 8       | 8      |
| Taekwondo        | 2      | 2       | 4      |
| Tafeltennis      | 1      | 3       | 4      |
| Tennis           | 6      | 5       | 11     |
| Triatlon         | 2      | 3       | 5      |
| Voetbal          | 18     | 18      | 36     |
| Volleybal        | 16     | 16      | 32     |
| Waterpolo        | 12     | 12      | 24     |
| Wielersport      | 10     | 13      | 23     |
| Worstelen        | 10     | 6       | 16     |
| Zeilen           | 6      | 7       | 13     |
| Zwemmen          | 27     | 21      | 48     |
| totaal           | 278    | 314     | 592    |

## Deelnemers en Resultaten

### Atletiek

#### Loopnummers
Mannen
| atleet                                                                      | onderdeel           | voorronde | voorronde | series   | series | herkansingen | herkansingen | halve finale | halve finale | finale         | finale         |
| atleet                                                                      | onderdeel           | tijd      | rang      | tijd     | rang   | tijd         | rang         | tijd         | rang         | tijd           | rang           |
| --------------------------------------------------------------------------- | ------------------- | --------- | --------- | -------- | ------ | ------------ | ------------ | ------------ | ------------ | -------------- | -------------- |
| Kenneth Bednarek                                                            | 100 m               | bye       | bye       | 9,97     | 1 Q    | n.v.t.       | n.v.t.       | 9,93         | 4 q          | 9,88           | 7              |
| Fred Kerley                                                                 | 100 m               | bye       | bye       | 9,97     | 1 Q    | n.v.t.       | n.v.t.       | 9,84         | 2 Q          | 9,81           | Brons          |
| Noah Lyles                                                                  | 100 m               | bye       | bye       | 10,04    | 2 Q    | n.v.t.       | n.v.t.       | 9,83         | 2 Q          | 9,79 (,784)    | 1 [ 2 ]        |
| Noah Lyles                                                                  | 200 m               | n.v.t.    | n.v.t.    | 20,19    | 1 Q    | bye          | bye          | 20,08        | 2 Q          | 19,70          | Brons          |
| Kenneth Bednarek                                                            | 200 m               | n.v.t.    | n.v.t.    | 19,96    | 1 Q    | bye          | bye          | 20,00        | 1 Q          | 19,62          | Zilver         |
| Erriyon Knighton                                                            | 200 m               | n.v.t.    | n.v.t.    | 19,99    | 1 Q    | bye          | bye          | 20,09        | 1 Q          | 19,99          | 4              |
| Christopher Bailey                                                          | 400 m               | n.v.t.    | n.v.t.    | 44,89    | 2 Q    | bye          | bye          | 44,31        | 3 q          | 44,58          | 6              |
| Quincy Hall                                                                 | 400 m               | n.v.t.    | n.v.t.    | 44,28    | 1 Q    | bye          | bye          | 43,95        | 1 Q          | 43,40          | Goud           |
| Michael Norman                                                              | 400 m               | n.v.t.    | n.v.t.    | 44,10    | 1 Q    | bye          | bye          | 44,26        | 2 Q          | 45,62          | 8              |
| Bryce Hoppel                                                                | 800 m               | n.v.t.    | n.v.t.    | 1.45,24  | 2 Q    | n.v.t.       | n.v.t.       | 1.43,21      | 2 Q          | 1.41,67 NR     | 4              |
| Brandon Miller                                                              | 800 m               | n.v.t.    | n.v.t.    | 1.46,34  | 8 H    | 1.44,21      | 1 Q          | 1.45,79      | 5            | niet geplaatst | niet geplaatst |
| Hobbs Kessler                                                               | 800 m               | n.v.t.    | n.v.t.    | 1.46,15  | 3 Q    | bye          | bye          | 1.46,20      | 6            | niet geplaatst | niet geplaatst |
| Hobbs Kessler                                                               | 1500 m              | n.v.t.    | n.v.t.    | 3.36,87  | 2 Q    | bye          | bye          | 3.31,97      | 2 Q          | 3.29,45        | 5              |
| Cole Hocker                                                                 | 1500 m              | n.v.t.    | n.v.t.    | 3.35,27  | 2 Q    | bye          | bye          | 3.32,54      | 3 Q          | 3.27,65 OR     | Goud           |
| Yared Nuguse                                                                | 1500 m              | n.v.t.    | n.v.t.    | 3.36,56  | 5 Q    | bye          | bye          | 3.31,72      | 1 Q          | 3.27,80        | Brons          |
| Graham Blanks                                                               | 5000 m              | n.v.t.    | n.v.t.    | 14.09,06 | 6 Q    | n.v.t.       | n.v.t.       | n.v.t.       | n.v.t.       | 13.18,67       | 9              |
| Abdihamid Nur                                                               | 5000 m              | n.v.t.    | n.v.t.    | 14.15,00 | 19     | n.v.t.       | n.v.t.       | n.v.t.       | n.v.t.       | niet geplaatst | niet geplaatst |
| Grant Fisher                                                                | 5000 m              | n.v.t.    | n.v.t.    | 13.52,44 | 4 Q    | n.v.t.       | n.v.t.       | n.v.t.       | n.v.t.       | 13.15,13       | Brons          |
| Grant Fisher                                                                | 10000 m             | n.v.t.    | n.v.t.    | n.v.t.   | n.v.t. | n.v.t.       | n.v.t.       | n.v.t.       | n.v.t.       | 26.43,46       | Brons          |
| Woody Kincaid                                                               | 10000 m             | n.v.t.    | n.v.t.    | n.v.t.   | n.v.t. | n.v.t.       | n.v.t.       | n.v.t.       | n.v.t.       | 27.29,40       | 16             |
| Nico Young                                                                  | 10000 m             | n.v.t.    | n.v.t.    | n.v.t.   | n.v.t. | n.v.t.       | n.v.t.       | n.v.t.       | n.v.t.       | 26.58,11       | 12             |
| Freddie Crittenden                                                          | 110 m horden        | n.v.t.    | n.v.t.    | 18,27    | 8 H    | 13,42        | 1 Q          | 13,23        | 2 Q          | 13,32          | 6              |
| Grant Holloway                                                              | 110 m horden        | n.v.t.    | n.v.t.    | 13,01    | 1 Q    | bye          | bye          | 12,98        | 1 Q          | 12,99          | Goud           |
| Daniel Roberts                                                              | 110 m horden        | n.v.t.    | n.v.t.    | 13,43    | 3 Q    | bye          | bye          | 13,10        | 2 Q          | 13,09 (,085)   | Zilver         |
| CJ Allen                                                                    | 400 m horden        | n.v.t.    | n.v.t.    | 48,64    | 2 Q    | bye          | bye          | 48,44        | 4            | niet geplaatst | niet geplaatst |
| Trevor Bassitt                                                              | 400 m horden        | n.v.t.    | n.v.t.    | 49,38    | 5 H    | 48,64        | 1 Q          | 48,29        | 4            | niet geplaatst | niet geplaatst |
| Rai Benjamin                                                                | 400 m horden        | n.v.t.    | n.v.t.    | 48,82    | 1 Q    | bye          | bye          | 47,85        | 1 Q          | 46,46          | Goud           |
| James Corrigan                                                              | 3000 m steeplechase | n.v.t.    | n.v.t.    | 8.36,67  | 10     | n.v.t.       | n.v.t.       | n.v.t.       | n.v.t.       | niet geplaatst | niet geplaatst |
| Kenneth Rooks                                                               | 3000 m steeplechase | n.v.t.    | n.v.t.    | 8.24,95  | 2 Q    | n.v.t.       | n.v.t.       | n.v.t.       | n.v.t.       | 8.06,41        | Zilver         |
| Matthew Wilkinson                                                           | 3000 m steeplechase | n.v.t.    | n.v.t.    | 8.16,82  | 6      | n.v.t.       | n.v.t.       | n.v.t.       | n.v.t.       | niet geplaatst | niet geplaatst |
| CLeonard Korir                                                              | marathon            | n.v.t.    | n.v.t.    | n.v.t.   | n.v.t. | n.v.t.       | n.v.t.       | n.v.t.       | n.v.t.       | 2.18.45        | 63             |
| Conner Mantz                                                                | marathon            | n.v.t.    | n.v.t.    | n.v.t.   | n.v.t. | n.v.t.       | n.v.t.       | n.v.t.       | n.v.t.       | 2.08.12        | 8              |
| Clayton Young                                                               | marathon            | n.v.t.    | n.v.t.    | n.v.t.   | n.v.t. | n.v.t.       | n.v.t.       | n.v.t.       | n.v.t.       | 2.08.44        | 9              |
| Kenny Bednarek Christian Coleman Fred Kerley Kyree King Courtney Lindsey[a] | 4x100m              | n.v.t.    | n.v.t.    | 37,47    | 1 Q    | n.v.t.       | n.v.t.       | n.v.t.       | n.v.t.       | DSQ            | DSQ            |
| Chris Bailey Rai Benjamin Bryce Deadmon Vernon Norwood Quincy Wilson[a]     | 4x400m              | n.v.t.    | n.v.t.    | 2.59,15  | 3 Q    | n.v.t.       | n.v.t.       | n.v.t.       | n.v.t.       | 2.54,03 OR     | Goud           |

Vrouwen
| atlete | onderdeel           | voorronde | voorronde | series   | series | herkansingen | herkansingen | halve finale   | halve finale   | finale         | finale         |
| atlete | onderdeel           | tijd      | rang      | tijd     | rang   | tijd         | rang         | tijd           | rang           | tijd           | rang           |
| --- | ------------------- | --------- | --------- | -------- | ------ | ------------ | ------------ | -------------- | -------------- | -------------- | -------------- |
| Melissa Jefferson | 100 m               | bye       | bye       | 10,96    | 2 Q    | n.v.t.       | n.v.t.       | 10,99          | 1 Q            | 10,92          | Brons          |
| Sha'Carri Richardson                                                                                                   | 100 m               | bye       | bye       | 10,94    | 1 Q    | n.v.t.       | n.v.t.       | 10,89          | 2 Q            | 10,87          | Zilver         |
| Twanisha Terry | 100 m               | bye       | bye       | 11,15    | 1 Q    | n.v.t.       | n.v.t.       | 11,07          | 3 q            | 10,97          | 5              |
| Brittany Brown | 200 m               | n.v.t.    | n.v.t.    | 22,38    | 1 Q    | bye          | bye          | 22,12          | 1 Q            | 22,20          | Brons          |
| McKenzie Long | 200 m               | n.v.t.    | n.v.t.    | 22,55    | 1 Q    | bye          | bye          | 22,30          | 3 q            | 22,42          | 7              |
| Gabby Thomas | 200 m               | n.v.t.    | n.v.t.    | 22,20    | 1 Q    | bye          | bye          | 21,86          | 1 Q            | 21,83          | Goud           |
| Aaliyah Butler | 400 m               | n.v.t.    | n.v.t.    | 50,52    | 2 Q    | bye          | bye          | 51,18          | 6              | niet geplaatst | niet geplaatst |
| Kendall Ellis | 400 m               | n.v.t.    | n.v.t.    | 51,16    | 5 H    | 50,44        | 1 Q          | 50,40          | 4              | niet geplaatst | niet geplaatst |
| Alexis Holmes | 400 m               | n.v.t.    | n.v.t.    | 50,35    | 2 Q    | bye          | bye          | 50,00          | 2 Q            | 49,77          | 6              |
| Nia Akins | 800 m               | n.v.t.    | n.v.t.    | 1.59,67  | 2 Q    | bye          | bye          | 1.58,20        | 3              | niet geplaatst | niet geplaatst |
| Juliette Whittaker | 800 m               | n.v.t.    | n.v.t.    | 2.00,45  | 3 Q    | bye          | bye          | 1.57,76        | 3 q            | 1.58,50        | 7              |
| Allie Wilson | 800 m               | n.v.t.    | n.v.t.    | 1.59,69  | 6 H    | 1.59,73      | 3            | niet geplaatst | niet geplaatst | niet geplaatst | niet geplaatst |
| Nikki Hiltz | 1500 m              | n.v.t.    | n.v.t.    | 4.00,42  | 3 Q    | bye          | bye          | 3.56,17        | 3 Q            | 3.56,38        | 7              |
| Emily Mackay | 1500 m              | n.v.t.    | n.v.t.    | 3.59,63  | 6 Q    | bye          | bye          | 4.02,03        | 13             | niet geplaatst | niet geplaatst |
| Elle St. Pierre | 1500 m              | n.v.t.    | n.v.t.    | 4.03,22  | 3 Q    | bye          | bye          | 3.59,74        | 3 Q            | 3.57,52        | 8              |
| Elise Cranny | 5000 m              | n.v.t.    | n.v.t.    | 14.58,55 | 7 Q    | n.v.t.       | n.v.t.       | n.v.t.         | n.v.t.         | 14.48,06       | 10             |
| Whittni Morgan | 5000 m              | n.v.t.    | n.v.t.    | 15.02,14 | 6 Q    | n.v.t.       | n.v.t.       | n.v.t.         | n.v.t.         | 14.53,57       | 13             |
| Karissa Schweizer | 5000 m              | n.v.t.    | n.v.t.    | 14.59,64 | 8 Q    | n.v.t.       | n.v.t.       | n.v.t.         | n.v.t.         | 14.45,57       | 9              |
| Karissa Schweizer | 10000 m             | n.v.t.    | n.v.t.    | n.v.t.   | n.v.t. | n.v.t.       | n.v.t.       | n.v.t.         | n.v.t.         | 30.51,99       | 9              |
| Weini Kelati | 10000 m             | n.v.t.    | n.v.t.    | n.v.t.   | n.v.t. | n.v.t.       | n.v.t.       | n.v.t.         | n.v.t.         | 30.49,98       | 8              |
| Parker Valby | 10000 m             | n.v.t.    | n.v.t.    | n.v.t.   | n.v.t. | n.v.t.       | n.v.t.       | n.v.t.         | n.v.t.         | 30.59,28       | 11             |
| Alaysha Johnson | 100 m horden        | n.v.t.    | n.v.t.    | 12,61    | 2 Q    | bye          | bye          | 12,34          | 1 Q            | 12,93          | 7              |
| Masai Russell | 100 m horden        | n.v.t.    | n.v.t.    | 12,53    | 1 Q    | bye          | bye          | 12,42          | 2 Q            | 12,33          | Goud           |
| Grace Stark | 100 m horden        | n.v.t.    | n.v.t.    | 12,72    | 3 Q    | n.v.t.       | n.v.t.       | 12,39          | 1 Q            | 12,43          | 5              |
| Anna Cockrell | 400 m horden        | n.v.t.    | n.v.t.    | 53,91    | 1 Q    | bye          | bye          | 52,90          | 2 Q            | 51,87          | Zilver         |
| Jasmine Jones | 400 m horden        | n.v.t.    | n.v.t.    | 53,60    | 1 Q    | bye          | bye          | 53,83          | 2 Q            | 52,29          | 4              |
| Sydney McLaughlin-Levrone                                                                                              | 400 m horden        | n.v.t.    | n.v.t.    | 53,60    | 1 Q    | bye          | bye          | 52,13          | 1 Q            | 50,37 WR       | Goud           |
| Valerie Constien | 3000 m steeplechase | n.v.t.    | n.v.t.    | 9.16,33  | 3 Q    | n.v.t.       | n.v.t.       | n.v.t.         | n.v.t.         | 9.34,08        | 15             |
| Marisa Howard | 3000 m steeplechase | n.v.t.    | n.v.t.    | 9.24,78  | 7      | n.v.t.       | n.v.t.       | n.v.t.         | n.v.t.         | niet geplaatst | niet geplaatst |
| Courtney Wayment | 3000 m steeplechase | n.v.t.    | n.v.t.    | 9.10,72  | 4 Q    | n.v.t.       | n.v.t.       | n.v.t.         | n.v.t.         | 9.13,60        | 12             |
| Dakotah Lindwurm | marathon            | n.v.t.    | n.v.t.    | n.v.t.   | n.v.t. | n.v.t.       | n.v.t.       | n.v.t.         | n.v.t.         | 2.55.44        | 12             |
| Fiona O'Keeffe | marathon            | n.v.t.    | n.v.t.    | n.v.t.   | n.v.t. | n.v.t.       | n.v.t.       | n.v.t.         | n.v.t.         | DNF            | DNF            |
| Emily Sisson | marathon            | n.v.t.    | n.v.t.    | n.v.t.   | n.v.t. | n.v.t.       | n.v.t.       | n.v.t.         | n.v.t.         | 2.29.53        | 23             |
| Melissa Jefferson Sha'Carri Richardson Twanisha Terry Gabby Thomas                                                     | 4x100m              | n.v.t.    | n.v.t.    | 41,94    | 1 Q    | n.v.t.       | n.v.t.       | n.v.t.         | n.v.t.         | 41,78          | Goud           |
| Kaylyn Brown[a] Aaliyah Butler[a] Quanera Hayes[a] Alexis Holmes Shamier Little Sydney McLaughlin-Levrone Gabby Thomas | 4x400m              | n.v.t.    | n.v.t.    | 3.21,44  | 1 Q    | n.v.t.       | n.v.t.       | n.v.t.         | n.v.t.         | 3.15,27 AMR    | Goud           |

Gemengd
| atleet                                                   | onderdeel | series     | series | finale  | finale |
| atleet                                                   | onderdeel | tijd       | rang   | tijd    | rang   |
| -------------------------------------------------------- | --------- | ---------- | ------ | ------- | ------ |
| Kaylyn Brown Bryce Deadmon Shamier Little Vernon Norwood | 4x400m    | 3.07,41 WR | 1 Q    | 3.07,74 | Zilver |

[a] Liep niet mee in de finale

#### Technische nummers
Mannen
| atleet            | onderdeel        | kwalificaties | kwalificaties | finale         | finale         |
| atleet            | onderdeel        | afstand       | rang          | afstand        | rang           |
| ----------------- | ---------------- | ------------- | ------------- | -------------- | -------------- |
| Salif Mane        | hinkstapspringen | 17,16 m       | =3 Q          | 17,41 m        | 6              |
| Russell Robinson  | hinkstapspringen | 16,47 m       | 22            | niet geplaatst | niet geplaatst |
| Donald Scott      | hinkstapspringen | 16,77 m       | 14            | niet geplaatst | niet geplaatst |
| JuVaughn Harrison | hoogspringen     | 2,20 m        | =19           | niet geplaatst | niet geplaatst |
| Shelby McEwen     | hoogspringen     | 2,27 m        | 1 q           | 2,36 m         | 2 [ 6 ]        |
| Vernon Turner     | hoogspringen     | 2,15 m        | 28            | niet geplaatst | niet geplaatst |
| Sam Kendricks     | polsstokspringen | 5,75 m        | 8 q           | 5,95 m         | Zilver         |
| Chris Nilsen      | polsstokspringen | 5,40 m        | =26           | niet geplaatst | niet geplaatst |
| Jacob Wooten      | polsstokspringen | 5,60 m        | 22            | niet geplaatst | niet geplaatst |
| Malcolm Clemons   | verspringen      | 7,72 m        | 21            | niet geplaatst | niet geplaatst |
| Jeremiah Davis    | verspringen      | 7,83 m        | 15            | niet geplaatst | niet geplaatst |
| Jarrion Lawson    | verspringen      | NM            | NM            | niet geplaatst | niet geplaatst |
| Joseph Brown      | Discuswerpen     | 61,68 m       | 22            | niet geplaatst | niet geplaatst |
| Andrew Evans      | Discuswerpen     | 62,25 m       | 17            | niet geplaatst | niet geplaatst |
| Sam Mattis        | Discuswerpen     | 62,66 m       | 14            | niet geplaatst | niet geplaatst |
| Daniel Haugh      | hamerslingeren   | NM            | NM            | niet geplaatst | niet geplaatst |
| Rudy Winkler      | hamerslingeren   | 77,29 m       | 4 Q           | 77,92 m        | 6              |
| Ryan Crouser      | kogelstoten      | 21,49 m       | 4 Q           | 22,90 m        | Goud           |
| Joe Kovacs        | kogelstoten      | 21,24 m       | 7 q           | 22,15 m        | Zilver         |
| Payton Otterdahl  | kogelstoten      | 21,52 m       | 3 Q           | 22,03 m        | 4              |
| Curtis Thompson   | speerwerpen      | 76,79 m       | 27            | niet geplaatst | niet geplaatst |

Vrouwen
| atlete               | onderdeel        | kwalificaties | kwalificaties | finale         | finale         |
| atlete               | onderdeel        | afstand       | rang          | afstand        | rang           |
| -------------------- | ---------------- | ------------- | ------------- | -------------- | -------------- |
| Tori Franklin        | hinkstapspringen | 14,02 m       | 14            | niet geplaatst | niet geplaatst |
| Keturah Orji         | hinkstapspringen | 14,09 m       | 11 q          | 14,05 m        | 9              |
| Jasmine Moore        | hinkstapspringen | 14,43 m       | 3 Q           | 14,67 m        | Brons          |
| Jasmine Moore        | verspringen      | 6,66 m        | 6 q           | 6,96 m         | Brons          |
| Tara Davis-Woodhall  | verspringen      | 6,90 m        | 1 Q           | 7,10 m         | Goud           |
| Monae' Nichols       | verspringen      | 6,64 m        | 8 q           | 6,67 m         | 6              |
| Vashti Cunningham    | hoogspringen     | 1,92 m        | =12 q         | 1,95 m         | 5              |
| Rachel Glenn         | hoogspringen     | 1,88 m        | =15           | niet geplaatst | niet geplaatst |
| Brynn King           | polsstokspringen | 4,40 m        | =22           | niet geplaatst | niet geplaatst |
| Katie Moon           | polsstokspringen | 4,55 m        | =1 q          | 4,85 m         | Zilver         |
| Bridget Williams     | polsstokspringen | 4,40 m        | =22           | niet geplaatst | niet geplaatst |
| Valarie Allman       | discuswerpen     | 65,59 m       | 1 Q           | 69,50 m        | Goud           |
| Veronica Fraley      | discuswerpen     | 62,54 m       | 13            | niet geplaatst | niet geplaatst |
| Jayden Ulrich        | discuswerpen     | 61,08 m       | 18            | niet geplaatst | niet geplaatst |
| Annette Echikunwoke  | hamerslingeren   | 73,52 m       | 4 Q           | 75,48 m        | Zilver         |
| DeAnna Price         | hamerslingeren   | 73,79 m       | 3 Q           | 71,00 m        | 11             |
| Erin Reese           | hamerslingeren   | 70,23 m       | 14            | niet geplaatst | niet geplaatst |
| Chase Jackson        | kogelstoten      | 17,60 m       | 17            | niet geplaatst | niet geplaatst |
| Jaida Ross           | kogelstoten      | 18,58 m       | 8 q           | 19,28 m        | 4              |
| Raven Saunders       | kogelstoten      | 18,62 m       | 7 q           | 17,79 m        | 11             |
| Maggie Malone-Hardin | speerwerpen      | 58,76 m       | 24            | niet geplaatst | niet geplaatst |

#### Meerkamp
| atleet            | onderdeel | onderdeel | 100 m | vs   | ks    | hs   | 400 m | 110 h | dw    | ph   | sw    | 1500 m  | totaal | rang |
| ----------------- | --------- | --------- | ----- | ---- | ----- | ---- | ----- | ----- | ----- | ---- | ----- | ------- | ------ | ---- |
| Heath Baldwin     | tienkamp  | res.      | 10,91 | 7,38 | 14,48 | 2,17 | 49,04 | 14,04 | 43,66 | 4,70 | 67,59 | 4.40,67 | 8422   | 10   |
| Heath Baldwin     | tienkamp  | pnt.      | 881   | 905  | 758   | 963  | 859   | 969   | 739   | 819  | 853   | 676     | 8422   | 10   |
| Harrison Williams | tienkamp  | res.      | 10,62 | 7,42 | 15,66 | 1,96 | 46,71 | 14,28 | 46,91 | 5,10 | 51,17 | 4.19,58 | 8538   | 7    |
| Harrison Williams | tienkamp  | pnt.      | 947   | 915  | 830   | 767  | 973   | 939   | 806   | 941  | 606   | 814     | 8538   | 7    |
| Zach Ziemek       | tienkamp  | res.      | 10,60 | 6,86 | 15,03 | 1,96 | 50,79 | 15,11 | 50,08 | 5,00 | 57,05 | 4.53,17 | 7983   | 17   |
| Zach Ziemek       | tienkamp  | pnt.      | 952   | 781  | 792   | 767  | 779   | 836   | 872   | 910  | 694   | 600     | 7983   | 17   |

| atlete         | onderdeel | onderdeel | 100 h | hs   | ks    | 200 m | vs   | sw    | 800 m   | totaal | rang |
| -------------- | --------- | --------- | ----- | ---- | ----- | ----- | ---- | ----- | ------- | ------ | ---- |
| Taliyah Brooks | zevenkamp | res.      | 13,00 | 1,77 | 13,58 | 24,02 | 6,15 | 38,76 | 2.13,95 | 6258   | 11   |
| Taliyah Brooks | zevenkamp | pnt.      | 1124  | 941  | 766   | 979   | 896  | 644   | 908     | 6258   | 11   |
| Anna Hall      | zevenkamp | res.      | 13,36 | 1,89 | 14,11 | 23,89 | 5,93 | 45,99 | 2.04,39 | 6615   | 5    |
| Anna Hall      | zevenkamp | pnt.      | 1071  | 1093 | 801   | 991   | 828  | 783   | 1048    | 6615   | 5    |
| Chari Hawkins  | zevenkamp | res.      | 13,16 | NM   | 13,64 | 24,49 | 5,90 | 44,30 | 2.15,76 | 5255   | 21   |
| Chari Hawkins  | zevenkamp | pnt.      | 1100  | 0    | 770   | 934   | 819  | 750   | 882     | 5255   | 21   |

### Badminton
Mannen
| atleet                  | onderdeel  | groepsfase                        | groepsfase                  | groepsfase                      | groepsfase                      | groepsfase | eliminatie           | kwartfinale          | halve finale         | finale / BM          | finale / BM    |
| atleet                  | onderdeel  | tegenstander uitslag              | tegenstander uitslag        | tegenstander uitslag            | tegenstander uitslag            | rang       | tegenstander uitslag | tegenstander uitslag | tegenstander uitslag | tegenstander uitslag | rang           |
| ----------------------- | ---------- | --------------------------------- | --------------------------- | ------------------------------- | ------------------------------- | ---------- | -------------------- | -------------------- | -------------------- | -------------------- | -------------- |
| Howard Shu              | enkelspel  | Ginting V 14-21, 8-21             | Popov V 11-21, 12-21        | n.v.t.                          | n.v.t.                          | 3          | niet geplaatst       | niet geplaatst       | niet geplaatst       | niet geplaatst       | niet geplaatst |
| Vinson Chiu Joshua Yuan | dubbelspel | Astrup - Rasmussen V 13-21, 16-21 | Liu Y - Ou X V 13-21, 14-21 | Hoki - Kobayashi V 11-21, 12-21 | Lee Y - Wang C-l V 12-21, 13-21 | 5          | n.v.t.               | niet geplaatst       | niet geplaatst       | niet geplaatst       | niet geplaatst |

Vrouwen
| atleet            | onderdeel  | groepsfase                   | groepsfase                                  | groepsfase                         | groepsfase | eliminatie                 | kwartfinale          | halve finale         | finale / BM          | finale / BM    |
| atleet            | onderdeel  | tegenstander uitslag         | tegenstander uitslag                        | tegenstander uitslag               | rang       | tegenstander uitslag       | tegenstander uitslag | tegenstander uitslag | tegenstander uitslag | rang           |
| ----------------- | ---------- | ---------------------------- | ------------------------------------------- | ---------------------------------- | ---------- | -------------------------- | -------------------- | -------------------- | -------------------- | -------------- |
| Beiwen Zhang      | enkelspel  | Ho W 21-9, 21-4              | Nguyễn W 22-20, 22-20                       | n.v.t.                             | 1 Q        | Marín V 21-12, 9-21, 18-21 | niet geplaatst       | niet geplaatst       | niet geplaatst       | niet geplaatst |
| Annie Xu Kerry Xu | dubbelspel | Liu S - Tan N V 11-21, 14-21 | Yeung N T - Yeung P L V 22-24, 21-17, 12-21 | G Stoeva - S Stoeva V 18-21, 12-21 | 4          | n.v.t.                     | niet geplaatst       | niet geplaatst       | niet geplaatst       | niet geplaatst |

Gemengd
| atleet                 | onderdeel  | groepsfase                      | groepsfase                        | groepsfase               | groepsfase | kwartfinale          | halve finale         | finale / BM          | finale / BM    |
| atleet                 | onderdeel  | tegenstander uitslag            | tegenstander uitslag              | tegenstander uitslag     | rang       | tegenstander uitslag | tegenstander uitslag | tegenstander uitslag | rang           |
| ---------------------- | ---------- | ------------------------------- | --------------------------------- | ------------------------ | ---------- | -------------------- | -------------------- | -------------------- | -------------- |
| Vinson Chiu Jennie Gai | dubbelspel | Feng Y - Huang D V 11-21, 14-21 | Chen T J - Toh E W V 15-21, 22-24 | Hee - Tan V 17-21, 12-21 | 4          | niet geplaatst       | niet geplaatst       | niet geplaatst       | niet geplaatst |

### Basketbal

#### 3x3
Mannen
| Olympiër                                                | Discipline | Resultaat | Prestatie |
| ------------------------------------------------------- | ---------- | --------- | --------- |
| Canyon Barry Jimmer Fredette Kareem Maddox Dylan Travis | 3x3        | 7         | zie onder |

| Pos | Team             | Wed | W | V | Ptn | PV  | PT  | +/− | Kwalificatie  |
| --- | ---------------- | --- | - | - | --- | --- | --- | --- | ------------- |
| 1   | Letland          | 7   | 7 | 0 | 14  | 147 | 103 | +44 | Halve finales |
| 2   | Nederland        | 7   | 5 | 2 | 12  | 133 | 112 | +21 | Halve finales |
| 3   | Litouwen         | 7   | 4 | 3 | 11  | 134 | 125 | +9  | Play-in       |
| 4   | Servië           | 7   | 4 | 3 | 11  | 129 | 123 | +6  | Play-in       |
| 5   | Frankrijk (G)    | 7   | 3 | 4 | 10  | 131 | 132 | −1  | Play-in       |
| 6   | Polen            | 7   | 2 | 5 | 9   | 116 | 139 | −23 | Play-in       |
| 7   | Verenigde Staten | 7   | 2 | 5 | 9   | 116 | 138 | −22 |               |
| 8   | China            | 7   | 1 | 6 | 8   | 107 | 141 | −34 |               |

| Ronde        | Datum           | Tijd           | Land             | Score          | Land             |                |
| ------------ | --------------- | -------------- | ---------------- | -------------- | ---------------- | -------------- |
| groepsfase   | 30 juli 2024    | 22:35          | Verenigde Staten | 22 - 24        | Servië           |                |
| groepsfase   | 31 juli 2024    | 22:35          | Verenigde Staten | 17 - 19        | Polen            |                |
| groepsfase   | 1 augustus 2024 | 19:05          | Litouwen         | 20 - 18        | Verenigde Staten |                |
| groepsfase   | 1 augustus 2024 | 23:05          | Letland          | 21 - 19        | Verenigde Staten |                |
| groepsfase   | 2 augustus 2024 | 18:35          | Verenigde Staten | 21 - 19        | Frankrijk        |                |
| groepsfase   | 2 augustus 2024 | 22:35          | China            | 17 - 21        | Verenigde Staten |                |
| groepsfase   | 4 augustus 2024 | 19:05          | Verenigde Staten | 6 - 21         | Nederland        |                |
|              |                 |                |                  |                |                  |                |
| kwartfinale  | niet geplaatst  | niet geplaatst | niet geplaatst   | niet geplaatst | niet geplaatst   | niet geplaatst |
|              |                 |                |                  |                |                  |                |
| halve finale | niet geplaatst  | niet geplaatst | niet geplaatst   | niet geplaatst | niet geplaatst   | niet geplaatst |
|              |                 |                |                  |                |                  |                |
| finale       | niet geplaatst  | niet geplaatst | niet geplaatst   | niet geplaatst | niet geplaatst   | niet geplaatst |

Vrouwen
| Olympiër                                                  | Discipline | Resultaat | Prestatie |
| --------------------------------------------------------- | ---------- | --------- | --------- |
| Cierra Burdick Dearica Hamby Rhyne Howard Hailey Van Lith | 3x3        | Brons     | zie onder |

| Groep |                  |             |             |             |            |            |            |        |
| #     | Land             | Wedstrijden | Wedstrijden | Wedstrijden | Doelpunten | Doelpunten | Doelpunten | Punten |
| #     | Land             | GW          | W           | V           | V          | T          | Saldo      | Punten |
| 1     | Duitsland        | 7           | 6           | 1           | 117        | 100        | +17        | 13     |
| 2     | Spanje           | 7           | 4           | 3           | 115        | 114        | +1         | 11     |
| 3     | Verenigde Staten | 7           | 4           | 3           | 108        | 109        | -1         | 11     |
| 4     | Canada           | 7           | 4           | 3           | 129        | 112        | +17        | 11     |
| 5     | Australië        | 7           | 4           | 3           | 127        | 122        | +5         | 11     |
| 6     | China            | 7           | 2           | 5           | 107        | 123        | -16        | 9      |
| 7     | Azerbeidzjan     | 7           | 2           | 5           | 106        | 123        | -17        | 9      |
| 8     | Frankrijk        | 7           | 2           | 5           | 99         | 105        | -6         | 9      |

| Ronde          | Datum           | Tijd  | Land             | Score   | Land             |  |
| -------------- | --------------- | ----- | ---------------- | ------- | ---------------- |  |
| groepsfase     | 30 juli 2024    | 17:30 | Verenigde Staten | 17 - 13 | Duitsland        |  |
| groepsfase     | 31 juli 2024    | 21:30 | Verenigde Staten | 17 - 20 | Azerbeidzjan     |  |
| groepsfase     | 1 augustus 2024 | 13:00 | Verenigde Staten | 15 - 17 | Australië        |  |
| groepsfase     | 1 augustus 2024 | 21:30 | Verenigde Staten | 17 - 11 | Spanje           |  |
| groepsfase     | 2 augustus 2024 | 13:00 | Frankrijk        | 13 - 14 | Verenigde Staten |  |
| groepsfase     | 2 augustus 2024 | 18:00 | Canada           | 17 - 18 | Verenigde Staten |  |
| groepsfase     | 3 augustus 2024 | 19:05 | China            | 12 - 14 | Verenigde Staten |  |
|                |                 |       |                  |         |                  |  |
| kwartfinale    | 3 augustus 2024 | 22:05 | Verenigde Staten | 21 - 13 | China            |  |
|                |                 |       |                  |         |                  |  |
| halve finale   | 5 augustus 2024 | 17:30 | Spanje           | 18 - 16 | Verenigde Staten |  |
|                |                 |       |                  |         |                  |  |
| bronzen finale | 5 augustus 2024 | 21:00 | Canada           | 13 - 16 | Verenigde Staten |  |

#### Mannenteam
| Olympiër | Onderdeel | Resultaat | Prestatie |
| --- | --------- | --------- | --------- |
| Revenge Team Bam Adebayo Devin Booker Stephen Curry Anthony Davis Kevin Durant Anthony Edwards Joel Embiid Tyrese Haliburton Jrue Holiday Lebron James Jayson Tatum Derrick White | mannen    | 1 [ 8 ]   | zie onder |

In de originele selectie maakte Kawhi Leonard deel uit van het team. Hij trok zich op 10 juli terug vanwege een blessure en werd vervangen door Derrick White.
| Groep C |                  |             |             |             |             |            |            |            |        |
| #       | Land             | Wedstrijden | Wedstrijden | Wedstrijden | Wedstrijden | Doelpunten | Doelpunten | Doelpunten | Punten |
| #       | Land             | GW          | W           | G           | V           | V          | T          | Saldo      | Punten |
| 1       | Verenigde Staten | 3           | 3           | 0           | 0           | 317        | 253        | +64        | 6      |
| 2       | Servië           | 3           | 2           | 0           | 1           | 287        | 261        | +26        | 5      |
| 3       | Zuid-Soedan      | 3           | 1           | 0           | 2           | 261        | 278        | -17        | 4      |
| 4       | Puerto Rico      | 3           | 0           | 0           | 3           | 228        | 301        | -73        | 3      |

| groepsfase      |                  |                  |                  |                  |                  |  |  |
| 28 juli 2024    | 17:15            | Servië           | 84 - 110         | Verenigde Staten |                  |  |  |
| 31 juli 2024    | 21:00            | Verenigde Staten | 103 - 86         | Zuid-Soedan      |                  |  |  |
| 3 augustus 2024 | 17:15            | Puerto Rico      | 83 - 104         | Verenigde Staten |                  |  |  |
|                 |                  |                  |                  |                  |                  |  |  |
| kwartfinale     | 6 augustus 2024  | 21:30            | Brazilië         | 87 - 122         | Verenigde Staten |  |  |
|                 |                  |                  |                  |                  |                  |  |  |
| halve finale    | 8 augustus 2024  | 21:00            | Verenigde Staten | 95 - 91          | Servië           |  |  |
|                 |                  |                  |                  |                  |                  |  |  |
| finale          | 10 augustus 2024 | 21:30            | Frankrijk        | 87 - 98          | Verenigde Staten |  |  |

#### Vrouwenteam
| Olympiër | Onderdeel | Resultaat | Prestatie |
| --- | --------- | --------- | --------- |
| Jewell Loyd Kelsey Plum Sabrina Ionescu Kahleah Copper Chelsea Gray A'ja Wilson Breanna Stewart Napheesa Collier Diana Taurasi Jackie Young Alyssa Thomas Brittney Griner | vrouwen   | 1 [ 11 ]  | zie onder |

| Groep C |                  |             |             |             |             |            |            |            |        |
| #       | Land             | Wedstrijden | Wedstrijden | Wedstrijden | Wedstrijden | Doelpunten | Doelpunten | Doelpunten | Punten |
| #       | Land             | GW          | W           | G           | V           | V          | T          | Saldo      | Punten |
| 1       | Verenigde Staten | 3           | 3           | 0           | 0           | 276        | 218        | +58        | 6      |
| 2       | Duitsland        | 3           | 2           | 0           | 1           | 226        | 220        | +6         | 5      |
| 3       | België           | 3           | 1           | 0           | 2           | 228        | 228        | 0          | 4      |
| 4       | Japan            | 3           | 0           | 0           | 3           | 198        | 262        | -64        | 3      |

| groepsfase      |                  |                  |                  |                  |                  |  |  |
| 29 juli 2024    | 21:00            | Verenigde Staten | 102 - 76         | Japan            |                  |  |  |
| 1 augustus 2024 | 21:00            | België           | 74 - 87          | Verenigde Staten |                  |  |  |
| 4 augustus 2024 | 17:15            | Duitsland        | 68 - 87          | Verenigde Staten |                  |  |  |
|                 |                  |                  |                  |                  |                  |  |  |
| kwartfinale     | 7 augustus 2024  | 21:30            | Nigeria          | 74 - 88          | Verenigde Staten |  |  |
|                 |                  |                  |                  |                  |                  |  |  |
| halve finale    | 9 augustus 2024  | 17:30            | Verenigde Staten | 85 - 64          | Australië        |  |  |
|                 |                  |                  |                  |                  |                  |  |  |
| finale          | 11 augustus 2024 | 15:30            | Frankrijk        | 66 - 67          | Verenigde Staten |  |  |

### Boksen
Mannen
| atleet         | onderdeel         | eerste ronde           | tweede ronde         | kwartfinale          | halve finale          | finale               | rang           |
| atleet         | onderdeel         | tegenstander uitslag   | tegenstander uitslag | tegenstander uitslag | tegenstander uitslag  | tegenstander uitslag | rang           |
| -------------- | ----------------- | ---------------------- | -------------------- | -------------------- | --------------------- | -------------------- | -------------- |
| Roscoe Hill    | vlieggewicht      | EOR Ahmadisafa W 5 - 0 | Bennama V 2 - 3      | niet geplaatst       | niet geplaatst        | niet geplaatst       | niet geplaatst |
| Jahmal Harvey  | vedergewicht      | bye                    | Oliveira W 3 - 2     | Uulu V 2 - 3         | niet geplaatst        | niet geplaatst       | niet geplaatst |
| Omari Jones    | weltergewicht     | bye                    | Kan C-w W 5 - 0      | Kiwan W 5 - 0        | Muydinkhujaev V 2 - 3 | niet geplaatst       | Brons          |
| Joshua Edwards | superzwaargewicht | n.v.t.                 | Lenzi V 1 - 3        | niet geplaatst       | niet geplaatst        | niet geplaatst       | niet geplaatst |

Vrouwen
| atlete           | onderdeel     | eerste ronde         | tweede ronde         | kwartfinale          | halve finale         | finale               | rang           |
| atlete           | onderdeel     | tegenstander uitslag | tegenstander uitslag | tegenstander uitslag | tegenstander uitslag | tegenstander uitslag | rang           |
| ---------------- | ------------- | -------------------- | -------------------- | -------------------- | -------------------- | -------------------- | -------------- |
| Jennifer Lozano  | vlieggewicht  | bye                  | Kaivo-oja V 0 - 5    | niet geplaatst       | niet geplaatst       | niet geplaatst       | niet geplaatst |
| Alyssa Mendoza   | vedergewicht  | Samadova W 3 - 2     | Romeu V 1 - 4        | niet geplaatst       | niet geplaatst       | niet geplaatst       | niet geplaatst |
| Jajaira Gonzalez | lichtgewicht  | Mossely W 4 - 0      | Ferreira V 0 - 5     | niet geplaatst       | niet geplaatst       | niet geplaatst       | niet geplaatst |
| Morelle McCane   | weltergewicht | bye                  | Khamidova V 2 - 3    | niet geplaatst       | niet geplaatst       | niet geplaatst       | niet geplaatst |

### Boogschieten
Mannen
| atleet        | onderdeel   | plaatsingsronde | plaatsingsronde | eerste ronde         | tweede ronde         | derde ronde          | kwartfinale          | halve finale         | finale / BM          | finale / BM |
| atleet        | onderdeel   | score           | rang            | tegenstander uitslag | tegenstander uitslag | tegenstander uitslag | tegenstander uitslag | tegenstander uitslag | tegenstander uitslag | rang        |
| ------------- | ----------- | --------------- | --------------- | -------------------- | -------------------- | -------------------- | -------------------- | -------------------- | -------------------- | ----------- |
| Brady Ellison | individueel | 677             | 7               | Yıldırmış W 6 - 2    | Kao W W 6 - 2        | Tümer W 6 - 2        | Kim J-d W 6 - 0      | Unruh W 7 - 3        | Kim W-j V 5 - 6      | Zilver      |

Vrouwen
| atleet                                                     | onderdeel   | plaatsingsronde | plaatsingsronde | eerste ronde         | tweede ronde         | derde ronde            | kwartfinale          | halve finale         | finale / BM          | finale / BM    |
| atleet                                                     | onderdeel   | score           | rang            | tegenstander uitslag | tegenstander uitslag | tegenstander uitslag   | tegenstander uitslag | tegenstander uitslag | tegenstander uitslag | rang           |
| ---------------------------------------------------------- | ----------- | --------------- | --------------- | -------------------- | -------------------- | ---------------------- | -------------------- | -------------------- | -------------------- | -------------- |
| Catalina Gnoriega                                          | individueel | 648             | 38              | Bauer W 6 - 0        | Choirunisa V 5 - 6   | niet geplaatst         | niet geplaatst       | niet geplaatst       | niet geplaatst       | niet geplaatst |
| Casey Kaufhold                                             | individueel | 672             | 4               | Sylla W 6 - 2        | Lei C-y V 3 - 7      | niet geplaatst         | niet geplaatst       | niet geplaatst       | niet geplaatst       | niet geplaatst |
| Jennifer Mucino-Fernandez                                  | individueel | 625             | 57              | Valencia V 2 - 6     | niet geplaatst       | niet geplaatst         | niet geplaatst       | niet geplaatst       | niet geplaatst       | niet geplaatst |
| Catalina Gnoriega Casey Kaufhold Jennifer Mucino-Fernandez | team        | 1945            | 8               | n.v.t.               | n.v.t.               | Chinees Taipei V 1 - 5 | niet geplaatst       | niet geplaatst       | niet geplaatst       | niet geplaatst |

Gemengd
| atleet                       | onderdeel | plaatsingsronde | plaatsingsronde | eerste ronde         | kwartfinale          | halve finale         | finale / BM          | finale / BM |
| atleet                       | onderdeel | score           | rang            | tegenstander uitslag | tegenstander uitslag | tegenstander uitslag | tegenstander uitslag | rang        |
| ---------------------------- | --------- | --------------- | --------------- | -------------------- | -------------------- | -------------------- | -------------------- | ----------- |
| Brady Ellison Casey Kaufhold | team      | 1349            | 3               | Oezbekistan W 6 - 0  | Japan W 5 - 3        | Duitsland V 3 - 5    | India W 6 - 2        | Brons       |

### Breakdance
Victor Montalvo wist zich te kwalificeren voor het Olympisch Breakdancetoernooi door goud te behalen op het wereldkampioenschap breaking 2023 in Leuven, België. Bij de B-Girls wist Sunny Choi zich te kwalificeren door de overwinning te pakken op de Pan-American Games in Santiago, Chili.
| atleet          | nickname | onderdeel | voorkwalificatie       | voorronde              | voorronde              | voorronde              | voorronde | kwartfinale            | halve finale           | finale / BM            | finale / BM    |
| atleet          | nickname | onderdeel | tegenstander resultaat | tegenstander resultaat | tegenstander resultaat | tegenstander resultaat | rang      | tegenstander resultaat | tegenstander resultaat | tegenstander resultaat | rang           |
| --------------- | -------- | --------- | ---------------------- | ---------------------- | ---------------------- | ---------------------- | --------- | ---------------------- | ---------------------- | ---------------------- | -------------- |
| Jeffrey Louis   | Jeffro   | B-Boys    | n.v.t.                 | Lagaet W 2 - 0         | Lee W 2 - 0            | Hong 10 G 1 - 1        | 1 Q       | Danny Dann V 1 - 2     | niet geplaatst         | niet geplaatst         | niet geplaatst |
| Victor Montalvo | Victor   | B-Boys    | n.v.t.                 | Shigekix G 1 - 1       | Lithe-ing W 2 - 0      | Hiro10 W 2 - 0         | 1 Q       | Amir W 3 - 0           | Danny Dann V 1 - 2     | Shigekix W 3 - 0       | Brons          |
| Sunny Choi      | Sunny    | B-Girls   | bye                    | 671 V 0 - 2            | India V 0 - 2          | Vanessa W 2 - 0        | 3         | niet geplaatst         | niet geplaatst         | niet geplaatst         | niet geplaatst |
| Logan Edra      | Logistx  | B-Girls   | bye                    | Raygun W 2 - 0         | Nicka V 0 - 2          | Syssy G 1 - 1          | 3         | niet geplaatst         | niet geplaatst         | niet geplaatst         | niet geplaatst |

### Gewichtheffen
Mannen
| atleet         | onderdeel | trekken | trekken | stoten | stoten | totaal | rang  |
| atleet         | onderdeel | score   | rang    | score  | rang   | totaal | rang  |
| -------------- | --------- | ------- | ------- | ------ | ------ | ------ | ----- |
| Hampton Morris | -61 kg    | 126     | 5       | 172    | 1      | 298    | Brons |
| Wesley Kitts   | -102 kg   | 172     | 9       | 202    | 8      | 374    | 8     |

Vrouwen
| atleet              | onderdeel | trekken | trekken | stoten | stoten | totaal | rang |
| atleet              | onderdeel | score   | rang    | score  | rang   | totaal | rang |
| ------------------- | --------- | ------- | ------- | ------ | ------ | ------ | ---- |
| Jourdan Delacruz    | -49 kg    | 84      | 7       | 111    | 5      | 195    | 5    |
| Olivia Reeves       | -71 kg    | 117 OR  | 1       | 145    | 1      | 262    | Goud |
| Mary Theisen-Lappen | +81 kg    | 119     | 6       | 155    | 5      | 274    | 5    |

### Golf
| atleet            | onderdeel | eerste ronde | tweede ronde | derde ronde | vierde ronde | totaal | totaal | totaal |
| atleet            | onderdeel | score        | score        | score       | score        | score  | par    | rang   |
| ----------------- | --------- | ------------ | ------------ | ----------- | ------------ | ------ | ------ | ------ |
| Wyndham Clark     | mannen    | 75           | 68           | 65          | 65           | 273    | -11    | =14    |
| Collin Morikawa   | mannen    | 70           | 68           | 70          | 70           | 278    | -6     | =24    |
| Xander Schauffele | mannen    | 65           | 66           | 68          | 73           | 272    | -12    | =9     |
| Scottie Scheffler | mannen    | 67           | 69           | 67          | 62           | 265    | -19    | Goud   |
| Nelly Korda       | vrouwen   | 72           | 70           | 70          | 75           | 287    | -1     | =22    |
| Lilia Vu          | vrouwen   | 70           | 73           | 76          | 74           | 293    | +5     | =36    |
| Rose Zhang        | vrouwen   | 72           | 70           | 67          | 74           | 283    | -5     | =8     |

### Gymnastiek

#### Turnen
Mannen
| atleet             | onderdeel | kwalificatie | kwalificatie | kwalificatie | kwalificatie | kwalificatie | kwalificatie | kwalificatie | kwalificatie | finale  | finale  | finale  | finale  | finale  | finale  | finale  | finale  |
| atleet             | onderdeel | toestel      | toestel      | toestel      | toestel      | toestel      | toestel      | totaal       | positie      | toestel | toestel | toestel | toestel | toestel | toestel | totaal  | positie |
| atleet             | onderdeel | vloer        | voltige      | ringen       | sprong       | brug         | rekstok      | totaal       | positie      | vloer   | voltige | ringen  | sprong  | brug    | rekstok | totaal  | positie |
| ------------------ | --------- | ------------ | ------------ | ------------ | ------------ | ------------ | ------------ | ------------ | ------------ | ------- | ------- | ------- | ------- | ------- | ------- | ------- | ------- |
| Asher Hong         | team      | 14.100       | -            | 14.633       | 14.700       | 14.300       | 12.600       | n.v.t.       | n.v.t.       | 14.133  | -       | 14.533  | 14.833  | 14.400  | -       | n.v.t.  | n.v.t.  |
| Paul Juda          | team      | 13.966       | 13.600       | 13.400       | 14.533       | 14.033       | 13.333       | 82.865       | 13 Q         | 14.200  | 13.900  | -       | 14.666  | -       | 13.366  | n.v.t.  | n.v.t.  |
| Brody Malone       | team      | 12.666       | 12.100       | 14.233       | 13.833       | 14.533       | 12.233       | 79.598       | 30           | -       | 13.700  | 14.166  | 14.533  | 14.433  | 14.166  | n.v.t.  | n.v.t.  |
| Stephen Nedoroscik | team      | -            | 15.200 Q     | -            | -            | -            | -            | n.v.t.       | n.v.t.       | -       | 14.866  | -       | -       | -       | -       | n.v.t.  | n.v.t.  |
| Fred Richard       | team      | 13.833       | 13.633       | 13.500       | 13.933       | 14.433       | 14.166       | 83.498       | 10 Q         | 14.466  | -       | 14.033  | -       | 14.566  | 14.833  | n.v.t.  | n.v.t.  |
| Totaal             | team      | 41.899       | 42.433       | 42.366       | 43.166       | 43.266       | 40.099       | 253.229      | 5 Q          | 42.799  | 42.466  | 42.732  | 44.032  | 43.399  | 42.265  | 257.793 | Brons   |

Individuele finales
| atleet             | onderdeel       | kwalificatie | kwalificatie | kwalificatie | kwalificatie | kwalificatie | kwalificatie | kwalificatie | kwalificatie | finale  | finale  | finale  | finale  | finale  | finale  | finale | finale  |
| atleet             | onderdeel       | toestel      | toestel      | toestel      | toestel      | toestel      | toestel      | totaal       | positie      | toestel | toestel | toestel | toestel | toestel | toestel | totaal | positie |
| atleet             | onderdeel       | vloer        | voltige      | ringen       | sprong       | brug         | rekstok      | totaal       | positie      | vloer   | voltige | ringen  | sprong  | brug    | rekstok | totaal | positie |
| ------------------ | --------------- | ------------ | ------------ | ------------ | ------------ | ------------ | ------------ | ------------ | ------------ | ------- | ------- | ------- | ------- | ------- | ------- | ------ | ------- |
| Paul Juda          | meerkamp        | zie team     | zie team     | zie team     | zie team     | zie team     | zie team     | zie team     | zie team     | 13.533  | 13.866  | 13.433  | 13.733  | 13.866  | 13.766  | 82.197 | 14      |
| Fred Richard       | meerkamp        | zie team     | zie team     | zie team     | zie team     | zie team     | zie team     | zie team     | zie team     | 13.200  | 12.733  | 13.600  | 14.100  | 14.133  | 14.400  | 82.166 | 15      |
| Stephen Nedoroscik | paard met bogen | n.v.t.       | 15.200       | n.v.t.       | n.v.t.       | n.v.t.       | n.v.t.       | n.v.t.       | 2 Q          | n.v.t.  | 15.300  | n.v.t.  | n.v.t.  | n.v.t.  | n.v.t.  | n.v.t. | Brons   |

Vrouwen
| Turnster(s)   | Onderdeel | Kwalificatie | Kwalificatie | Kwalificatie | Kwalificatie | Kwalificatie | Kwalificatie | Finale  | Finale  | Finale  | Finale  | Finale  | Finale   |
| Turnster(s)   | Onderdeel | Toestel      | Toestel      | Toestel      | Toestel      | Totaal       | Plaats       | Toestel | Toestel | Toestel | Toestel | Totaal  | Plaats   |
| Turnster(s)   | Onderdeel | Sprong       | Brug         | Balk         | Vloer        | Totaal       | Plaats       | Sprong  | Brug    | Balk    | Vloer   | Totaal  | Plaats   |
| ------------- | --------- | ------------ | ------------ | ------------ | ------------ | ------------ | ------------ | ------- | ------- | ------- | ------- | ------- | -------- |
| Simone Biles  | team      | 15.800 Q     | 14.433       | 14.733 Q     | 14.600 Q     | 59.566       | 1 Q          | 14.900  | 14.400  | 14.366  | 14.666  | n.v.t.  | n.v.t.   |
| Jade Carey    | team      | 14.666 Q     | -            | -            | 10.633       | n.v.t.       | n.v.t.       | 14.800  | -       | -       | -       | n.v.t.  | n.v.t.   |
| Jordan Chiles | team      | 14.333       | 14.266       | 13.600       | 13.866 Q     | 56.065       | 4            | 14.400  | 14.366  | 12.733  | 13.966  | n.v.t.  | n.v.t.   |
| Sunisa Lee    | team      | 14.133       | 14.866 Q     | 14.033 Q     | 13.100       | 56.132       | 3 Q          | -       | 14.566  | 14.600  | 13.533  | n.v.t.  | n.v.t.   |
| Hezly Rivera  | team      | -            | 13.900       | 12.633       | -            | n.v.t.       | n.v.t.       | -       | -       | -       | -       | n.v.t.  | n.v.t.   |
| Totaal        | team      | 44.799       | 43.565       | 42.366       | 41.566       | 172.296      | 1 Q          | 44.100  | 43.332  | 41.699  | 42.165  | 171.296 | 1 [ 15 ] |

Individuele finales
| Turnster(s)   | Onderdeel | Kwalificatie | Kwalificatie | Kwalificatie | Kwalificatie | Kwalificatie | Kwalificatie | Finale  | Finale  | Finale  | Finale  | Finale | Finale   |
| Turnster(s)   | Onderdeel | Toestel      | Toestel      | Toestel      | Toestel      | Totaal       | Plaats       | Toestel | Toestel | Toestel | Toestel | Totaal | Plaats   |
| Turnster(s)   | Onderdeel | Sprong       | Brug         | Balk         | Vloer        | Totaal       | Plaats       | Sprong  | Brug    | Balk    | Vloer   | Totaal | Plaats   |
| ------------- | --------- | ------------ | ------------ | ------------ | ------------ | ------------ | ------------ | ------- | ------- | ------- | ------- | ------ | -------- |
| Simone Biles  | meerkamp  | zie team     | zie team     | zie team     | zie team     | zie team     | zie team     | 15.766  | 13.733  | 14.566  | 15.066  | 59.131 | 1 [ 16 ] |
| Simone Biles  | sprong    | 15.300       | n.v.t.       | n.v.t.       | n.v.t.       | n.v.t.       | 1 Q          | 15.300  | n.v.t.  | n.v.t.  | n.v.t.  | n.v.t. | 1 [ 17 ] |
| Simone Biles  | balk      | n.v.t.       | n.v.t.       | 14.733       | n.v.t.       | n.v.t.       | 1 Q          | n.v.t.  | n.v.t.  | 13.100  | n.v.t.  | n.v.t. | 5        |
| Simone Biles  | vloer     | n.v.t.       | n.v.t.       | n.v.t.       | 14.600       | n.v.t.       | 1 Q          | n.v.t.  | n.v.t.  | n.v.t.  | 14.133  | n.v.t. | 2 [ 18 ] |
| Jade Carey    | sprong    | 14.433       | n.v.t.       | n.v.t.       | n.v.t.       | n.v.t.       | 3 Q          | 14.466  | n.v.t.  | n.v.t.  | n.v.t.  | n.v.t. | Brons    |
| Jordan Chiles | vloer     | n.v.t.       | n.v.t.       | n.v.t.       | 13.866       | n.v.t.       | 3 Q          | n.v.t.  | n.v.t.  | n.v.t.  | 13.666  | n.v.t. | 5        |
| Sunisa Lee    | meerkamp  | zie team     | zie team     | zie team     | zie team     | zie team     | zie team     | 13.933  | 14.866  | 14.000  | 13.666  | 56.465 | Brons    |
| Sunisa Lee    | brug      | n.v.t.       | 14.866       | n.v.t.       | n.v.t.       | n.v.t.       | 3 Q          | n.v.t.  | 14.800  | n.v.t.  | n.v.t.  | n.v.t. | Brons    |
| Sunisa Lee    | balk      | n.v.t.       | n.v.t.       | 14.033       | n.v.t.       | n.v.t.       | 4 Q          | n.v.t.  | n.v.t.  | 13.100  | n.v.t.  | n.v.t. | 6        |

#### Ritmisch
| atlete          | onderdeel   | kwalificatie | kwalificatie | kwalificatie | kwalificatie | kwalificatie | kwalificatie | finale         | finale         | finale         | finale         | finale         | finale         |
| atlete          | onderdeel   | hoepel       | bal          | knotsen      | lint         | totaal       | rang         | hoepel         | bal            | knotsen        | lint           | totaal         | rang           |
| --------------- | ----------- | ------------ | ------------ | ------------ | ------------ | ------------ | ------------ | -------------- | -------------- | -------------- | -------------- | -------------- | -------------- |
| Evita Griskenas | individueel | 30,500       | 31,200       | 27,550       | 29,250       | 118,500      | 18           | niet geplaatst | niet geplaatst | niet geplaatst | niet geplaatst | niet geplaatst | niet geplaatst |

#### Trampoline
| atlete           | onderdeel | kwalificaties | kwalificaties | finale         | finale         |
| atlete           | onderdeel | score         | rang          | score          | rang           |
| ---------------- | --------- | ------------- | ------------- | -------------- | -------------- |
| Aliaksei Shostak | mannen    | 57,350        | 10            | niet geplaatst | niet geplaatst |
| Jessica Stevens  | vrouwen   | 53,170        | 13            | niet geplaatst | niet geplaatst |

### Hockey

#### Vrouwen
| Hockeyer(s) | Onderdeel | Plaats |
| --- | --------- | ------ |
| Amerikaanse vrouwen hockeyploeg Kelsey Bing Leah Crouse Brooke DeBerdine Emma DeBerdine Sophia GladieuxAmanda Golini Alexandra Hammel Ashley Hoffman Karlie Kisha Kelee Lepage Ashley Sessa Meredith Sholder Abigail Tamer Megan Valzonis Elizabeth Yeager Madeleine Zimmer | Vrouwen   | 9      |

| Pos | Team             | Wed | W | G | V | Ptn | DV | DT | +/− | Kwalificatie |
| --- | ---------------- | --- | - | - | - | --- | -- | -- | --- | ------------ |
| 1   | Australië        | 5   | 4 | 1 | 0 | 13  | 15 | 5  | +10 | Kwartfinales |
| 2   | Argentinië       | 5   | 4 | 1 | 0 | 13  | 16 | 7  | +9  | Kwartfinales |
| 3   | Spanje           | 5   | 2 | 1 | 2 | 7   | 6  | 7  | −1  | Kwartfinales |
| 4   | Groot-Brittannië | 5   | 2 | 0 | 3 | 6   | 8  | 12 | −4  | Kwartfinales |
| 5   | Verenigde Staten | 5   | 1 | 1 | 3 | 4   | 5  | 13 | −8  |              |
| 6   | Zuid-Afrika      | 5   | 0 | 0 | 5 | 0   | 4  | 10 | −6  |              |

| Groepsfase      |                |                  |                |                  |                |                |                |
| 27 juli 2024    | 19:45          | Argentinië       | 4 - 1          | Verenigde Staten |                |                |                |
| 29 juli 2024    | 13:15          | Spanje           | 1 - 1          | Verenigde Staten |                |                |                |
| 31 juli 2024    | 13:15          | Australië        | 3 - 0          | Verenigde Staten |                |                |                |
| 1 augustus 2024 | 17:00          | Verenigde Staten | 2 - 5          | Groot-Brittannië |                |                |                |
| 3 augustus 2024 | 13:15          | Verenigde Staten | 1 - 0          | Zuid-Afrika      |                |                |                |
|                 |                |                  |                |                  |                |                |                |
| Kwartfinale     | niet geplaatst | niet geplaatst   | niet geplaatst | niet geplaatst   | niet geplaatst | niet geplaatst | niet geplaatst |
|                 |                |                  |                |                  |                |                |                |
| Halve finale    | niet geplaatst | niet geplaatst   | niet geplaatst | niet geplaatst   | niet geplaatst | niet geplaatst | niet geplaatst |
|                 |                |                  |                |                  |                |                |                |
| Finale          | niet geplaatst | niet geplaatst   | niet geplaatst | niet geplaatst   | niet geplaatst | niet geplaatst | niet geplaatst |

### Judo
Mannen
| atleet        | onderdeel | eerste ronde         | tweede ronde         | derde ronde          | kwartfinale          | halve finale         | herkansing           | finale / BM          | finale / BM    |
| atleet        | onderdeel | tegenstander uitslag | tegenstander uitslag | tegenstander uitslag | tegenstander uitslag | tegenstander uitslag | tegenstander uitslag | tegenstander uitslag | rang           |
| ------------- | --------- | -------------------- | -------------------- | -------------------- | -------------------- | -------------------- | -------------------- | -------------------- | -------------- |
| Jack Yonezuka | −73 kg    | n.v.t.               | Osmanov V 00 - 10    | niet geplaatst       | niet geplaatst       | niet geplaatst       | niet geplaatst       | niet geplaatst       | niet geplaatst |
| John Jayne    | −90 kg    | n.v.t.               | Parlati W 10 - 00    | Han Y-y V 00 - 01    | niet geplaatst       | niet geplaatst       | niet geplaatst       | niet geplaatst       | niet geplaatst |

Vrouwen
| atlete           | onderdeel | eerste ronde            | tweede ronde         | kwartfinale          | halve finale         | herkansing           | finale / BM          | finale / BM    |
| atlete           | onderdeel | tegenstander uitslag    | tegenstander uitslag | tegenstander uitslag | tegenstander uitslag | tegenstander uitslag | tegenstander uitslag | rang           |
| ---------------- | --------- | ----------------------- | -------------------- | -------------------- | -------------------- | -------------------- | -------------------- | -------------- |
| Maria Laborde    | −48 kg    | Guo Z W 10 - 00         | Scutto V 00 - 10     | niet geplaatst       | niet geplaatst       | niet geplaatst       | niet geplaatst       | niet geplaatst |
| Angelica Delgado | −52 kg    | Mammadaliyeva W 01 - 00 | Giuffrida V 00 - 01  | niet geplaatst       | niet geplaatst       | niet geplaatst       | niet geplaatst       | niet geplaatst |

### Kanovaren

#### Kayak Cross
| atleet         | onderdeel | tijdrit | tijdrit | ronde 1 | herkansingen | serie          | kwartfinale    | halve finale   | finale         | finale |
| atleet         | onderdeel | tijd    | rang    | rang    | rang         | rang           | rang           | rang           | rang           | rang   |
| -------------- | --------- | ------- | ------- | ------- | ------------ | -------------- | -------------- | -------------- | -------------- | ------ |
| Casey Eichfeld | mannen    | 81,13   | 33      | 3 H     | 3            | niet geplaatst | niet geplaatst | niet geplaatst | niet geplaatst | 37     |
| Evy Leibfarth  | vrouwen   | 72,66   | 6       | 1 Q     | bye          | 1 Q            | 3              | niet geplaatst | niet geplaatst | 10     |

#### Slalom
Mannen
| atleet         | onderdeel  | series | series | series | series | series    | series | halve finale | halve finale | finale         | finale         |
| atleet         | onderdeel  | run 1  | rang   | run 2  | rang   | beste run | rang   | tijd         | rang         | tijd           | rang           |
| -------------- | ---------- | ------ | ------ | ------ | ------ | --------- | ------ | ------------ | ------------ | -------------- | -------------- |
| Casey Eichfeld | C-1 slalom | 99,84  | 14     | 94,69  | 4      | 94,69     | 10 Q   | 162,23       | 16           | niet geplaatst | niet geplaatst |

Vrouwen
| atlete        | onderdeel  | series | series | series | series | series    | series | halve finale | halve finale | finale         | finale         |
| atlete        | onderdeel  | run 1  | rang   | run 2  | rang   | beste run | rang   | tijd         | rang         | tijd           | rang           |
| ------------- | ---------- | ------ | ------ | ------ | ------ | --------- | ------ | ------------ | ------------ | -------------- | -------------- |
| Evy Leibfarth | C-1 slalom | 108,82 | 9      | 107,09 | 8      | 107,09    | 11 Q   | 117,58       | 12 Q         | 109,95         | Brons          |
| Evy Leibfarth | K-1 slalom | 97,24  | 8      | 93,84  | 4      | 93,84     | 4 Q    | 109,54       | 15           | niet geplaatst | niet geplaatst |

#### Sprint
Mannen
| atleet                  | onderdeel  | series  | series | kwartfinale | kwartfinale | halve finale   | halve finale   | finale         | finale         |
| atleet                  | onderdeel  | tijd    | rang   | tijd        | rang        | tijd           | rang           | tijd           | rang           |
| ----------------------- | ---------- | ------- | ------ | ----------- | ----------- | -------------- | -------------- | -------------- | -------------- |
| Jonas Ecker             | K-1 1000 m | 3.37,21 | 3 KF   | 3.41,77     | 5           | niet geplaatst | niet geplaatst | niet geplaatst | niet geplaatst |
| Aaron Small             | K-1 1000 m | 3.40,87 | 6 KF   | 3.42,05     | 5           | niet geplaatst | niet geplaatst | niet geplaatst | niet geplaatst |
| Jonas Ecker Aaron Small | K-2 500 m  | 1.32,01 | 5 KF   | 1.28,93     | 3 HF        | 1.29,51        | 4 FA           | 1.30,02        | 8              |

Vrouwen
| atlete         | onderdeel | series | series | kwartfinale | kwartfinale | halve finale | halve finale | finale | finale |
| atlete         | onderdeel | tijd   | rang   | tijd        | rang        | tijd         | rang         | tijd   | rang   |
| -------------- | --------- | ------ | ------ | ----------- | ----------- | ------------ | ------------ | ------ | ------ |
| Nevin Harrison | C-1 200 m | 45,70  | 1 HF   | bye         | bye         | 45,30        | 2 FA         | 44,13  | Zilver |

### Klimsport

#### Boulder & Lead combined
| Atleet           | Onderdeel | Kwalificatie | Kwalificatie | Kwalificatie | Kwalificatie | Kwalificatie | Kwalificatie | Finale         | Finale         | Finale         | Finale         | Finale         | Finale         |
| Atleet           | Onderdeel | Boulder      | Boulder      | Lead         | Lead         | Totaal       | Rang         | Boulder        | Boulder        | Lead           | Lead           | Totaal         | Rang           |
| Atleet           | Onderdeel | Resultaat    | Rang         | Resultaat    | Rang         | Totaal       | Rang         | Resultaat      | Rang           | Resultaat      | Rang           | Totaal         | Rang           |
| ---------------- | --------- | ------------ | ------------ | ------------ | ------------ | ------------ | ------------ | -------------- | -------------- | -------------- | -------------- | -------------- | -------------- |
| Colin Duffy      | mannen    | 33,8         | 11           | 54,1         | 6            | 87,9         | 7 Q          | 68,3           | 2              | 68,1           | 7              | 136,4          | 4              |
| Jesse Grupper    | mannen    | 18,9         | 18           | 21,0         | 17           | 30,9         | 18           | niet geplaatst | niet geplaatst | niet geplaatst | niet geplaatst | niet geplaatst | niet geplaatst |
| Natalia Grossman | vrouwen   | 69,2         | 5            | 39,1         | 18           | 108,3        | 11           | niet geplaatst | niet geplaatst | niet geplaatst | niet geplaatst | niet geplaatst | niet geplaatst |
| Brooke Raboutou  | vrouwen   | 83,7         | 3            | 72,1         | 4            | 155,8        | 3 Q          | 84,0           | 2              | 72,0           | 5              | 156,0          | Zilver         |

#### Speed
Mannen
| Atleet        | Onderdeel | Kwalificatie | Kwalificatie | Ronde 1              | Kwartfinale                | Halve finale       | Finale / BM              | Finale / BM    |
| Atleet        | Onderdeel | Tijd         | Rang         | Tegenstander Tijd    | Tegenstander Tijd          | Tegenstander Tijd  | Tegenstander Tijd        | Rang           |
| ------------- | --------- | ------------ | ------------ | -------------------- | -------------------------- | ------------------ | ------------------------ | -------------- |
| Zach Hammer   | mannen    | 6.05         | 12           | Watson V F - 4.75    | niet geplaatst             | niet geplaatst     | niet geplaatst           | niet geplaatst |
| Samuel Watson | mannen    | 4.91         | 3            | Hammer W 4.75 WR - F | David W 5,03 - 5,65        | Wu P V 4,93 - 4,85 | Alipour W 4,74 WR - 4,88 | Brons          |
| Emma Hunt     | vrouwen   | 6.36         | 2            | Lebon W 6.38 - 7.07  | Sallsabillah V 7,98 - 6,54 | niet geplaatst     | niet geplaatst           | niet geplaatst |
| Piper Kelly   | vrouwen   | 7.39         | 9            | Dewi V 8.43 - 6.38   | niet geplaatst             | niet geplaatst     | niet geplaatst           | niet geplaatst |

### Moderne vijfkamp
| atleet        | onderdeel | onderdeel    | schermen (degen) | schermen (degen) | schermen (degen) | schermen (degen) | zwemmen (200 m vrije slag) | zwemmen (200 m vrije slag) | zwemmen (200 m vrije slag) | paardrijden (springen) | paardrijden (springen) | paardrijden (springen) | combinatie: schieten/lopen (10 m luchtpistool)/(3200 m) | combinatie: schieten/lopen (10 m luchtpistool)/(3200 m) | combinatie: schieten/lopen (10 m luchtpistool)/(3200 m) | totaal punten  | rang           |                |
| atleet        | onderdeel | onderdeel    | RR               | rang             | BR               | punten           | tijd                       | rang                       | punten                     | strafpunten            | rang                   | punten                 | tijd                                                    | rang                                                    | punten                                                  | totaal punten  | rang           |                |
| ------------- | --------- | ------------ | ---------------- | ---------------- | ---------------- | ---------------- | -------------------------- | -------------------------- | -------------------------- | ---------------------- | ---------------------- | ---------------------- | ------------------------------------------------------- | ------------------------------------------------------- | ------------------------------------------------------- | -------------- | -------------- | -------------- |
| Jessica Davis | vrouwen   | halve finale | 16-19            | 21               | 4                | 213              | 2.27,61                    | 18                         | 255                        | 7,00                   | 9                      | 293                    | 12.27,42                                                | 15                                                      | 553                                                     | 1310           | 14             |                |
| Jessica Davis | vrouwen   | finale       | niet geplaatst   | niet geplaatst   | niet geplaatst   | niet geplaatst   | niet geplaatst             | niet geplaatst             | niet geplaatst             | niet geplaatst         | niet geplaatst         | niet geplaatst         | niet geplaatst                                          | niet geplaatst                                          | niet geplaatst                                          | niet geplaatst | niet geplaatst | niet geplaatst |

### Paardensport

#### Dressuur
| ruiter                                    | paard         | onderdeel   | Grand Prix | Grand Prix | Grand Prix Special | Grand Prix Special | Grand Prix Freestyle | Grand Prix Freestyle | totaal         | totaal         |
| ruiter                                    | paard         | onderdeel   | score      | rang       | score              | rang               | technisch            | artistiek            | uitslag        | rang           |
| ----------------------------------------- | ------------- | ----------- | ---------- | ---------- | ------------------ | ------------------ | -------------------- | -------------------- | -------------- | -------------- |
| Adrienne Lyle                             | Helix         | individueel | 72,593     | 3          |                    |                    | niet geplaatst       | niet geplaatst       | niet geplaatst | niet geplaatst |
| Marcus Orlob                              | Jane          | individueel | EL         | EL         | niet geplaatst     | niet geplaatst     | niet geplaatst       | niet geplaatst       |                |                |
| Steffen Peters                            | Suppenkasper  | individueel | 66,491     | 9          | niet geplaatst     | niet geplaatst     | niet geplaatst       | niet geplaatst       |                |                |
| Adrienne Lyle Marcus Orlob Steffen Peters | zie hierboven | team        | EL         | EL         | niet geplaatst     | niet geplaatst     |                      |                      |                |                |

#### Eventing
| ruiter                                          | paard             | onderdeel   | dressuur    | dressuur | cross-country | cross-country | cross-country | springen     | springen     | springen     | springen       | springen       | springen       | totaal      | totaal |
| ruiter                                          | paard             | onderdeel   | dressuur    | dressuur | cross-country | cross-country | cross-country | kwalificatie | kwalificatie | kwalificatie | finale         | finale         | finale         | totaal      | totaal |
| ruiter                                          | paard             | onderdeel   | strafpunten | rang     | strafpunten   | totaal        | rang          | strafpunten  | totaal       | rang         | strafpunten    | totaal         | rang           | strafpunten | rang   |
| ----------------------------------------------- | ----------------- | ----------- | ----------- | -------- | ------------- | ------------- | ------------- | ------------ | ------------ | ------------ | -------------- | -------------- | -------------- | ----------- | ------ |
| Liz Halliday-Sharp                              | Cooley Nutcracker | individueel | 28,00       | 19       | 6,00          | 34,00         | 22            | 0,80         | 34,80        | 15 Q         | 5,20           | 40,00          | 19             | 40,00       | 19     |
| Boyd Martin                                     | Fedarman B        | individueel | 30,50       | 26       | 1,60          | 32,10         | 17            | 0,00         | 32,10        | 11 Q         | 0,00           | 32,10          | 10             | 32,10       | 10     |
| Caroline Pamukcu                                | HSH Blake         | individueel | 30,40       | 25       | 32,00         | 62,40         | 47            | 4,40         | 66,80        | 37           | niet geplaatst | niet geplaatst | niet geplaatst | 66,80       | 37     |
| Liz Halliday-Sharp Boyd Martin Caroline Pamukcu | zie hierboven     | team        | 88,90       | 6        | 38,00         | 128,50        | 9             | 5,20         | 133,70       | 7            | n.v.t.         | n.v.t.         | n.v.t.         | 133,70      | 7      |

#### Jumping
| ruiter                            | paard                | onderdeel   | kwalificatie | kwalificatie | kwalificatie | finale         | finale         | finale         |
| ruiter                            | paard                | onderdeel   | strafpunten  | tijd         | rang         | strafpunten    | tijd           | rang           |
| --------------------------------- | -------------------- | ----------- | ------------ | ------------ | ------------ | -------------- | -------------- | -------------- |
| Karl Cook                         | Caracole de la Roque | individueel | 0,00         | 76,97        | 16 Q         | 8,00           | 79,72          | 16             |
| Laura Kraut                       | Baloutinue           | individueel | 4            | 73,22        | 27 Q         | 4              | 81,61          | 8              |
| McLain Ward                       | Ilex                 | individueel | 4            | 75,50        | 34           | niet geplaatst | niet geplaatst | niet geplaatst |
| Karl Cook Laura Kraut McLain Ward | zie hierboven        | team        | 6            | 227,57       | 2 Q          | 4              | 229,90         | Zilver         |

### Roeien
Mannen
| atleet | onderdeel   | series  | series | herkansingen | herkansingen | kwartfinale | kwartfinale | halve finale | halve finale | finale  | finale |
| atleet | onderdeel   | tijd    | rang   | tijd         | rang         | tijd        | rang        | tijd         | rang         | tijd    | rang   |
| --- | ----------- | ------- | ------ | ------------ | ------------ | ----------- | ----------- | ------------ | ------------ | ------- | ------ |
| James Plihal | skiff       | 6.54,95 | 2 KF   | bye          | bye          | 6.47,03     | 3 HC/D      | 6.56,95      | 1 FC         | 6.41,97 | 13     |
| Benjamin Davison Sorin Koszyk | dubbeltwee  | 6.16,48 | 3 HA/B | bye          | bye          | n.v.t.      | n.v.t.      | 6.14,19      | 2 FA         | 6.17,02 | 4      |
| William Bender Oliver Bub | twee-zonder | 7.02,62 | 5 H    | 6.51,32      | 2 HA/B       | n.v.t.      | n.v.t.      | 6.46,11      | 6 FB         | 6.28,57 | 10     |
| Justin Best Liam Corrigan Michael Grady Nick Mead                                                                                                   | vier-zonder | 6.04,95 | 1 FA   | bye          | bye          | n.v.t.      | n.v.t.      | n.v.t.       | n.v.t.       | 5.49,03 | Goud   |
| Christopher Carlson Peter Chatain Clark Dean Henry Hollingsworth Rielly Milne (stuurman) Evan Olson Pieter Quinton Nicholas Rusher Christian Tabash | acht        | 5.29,94 | 1 FA   | bye          | bye          | n.v.t.      | n.v.t.      | n.v.t.       | n.v.t.       | 5.25,28 | Brons  |

Vrouwen
| atleet | onderdeel          | series  | series | herkansingen | herkansingen | kwartfinale | kwartfinale | halve finale | halve finale | finale  | finale |
| atleet | onderdeel          | tijd    | rang   | tijd         | rang         | tijd        | rang        | tijd         | rang         | tijd    | rang   |
| --- | ------------------ | ------- | ------ | ------------ | ------------ | ----------- | ----------- | ------------ | ------------ | ------- | ------ |
| Kara Kohler | skiff              | 7.32,46 | 1 KF   | bye          | bye          | 7.34,96     | 2 HA/B      | 7.22,33      | 3 FA         | 7.25,07 | 5      |
| Sophia Vitas Kristina Wagner | dubbel-twee        | 6.56,47 | 3 HA/B | bye          | bye          | n.v.t.      | n.v.t.      | 7.04,12      | 5 FB         | 6.50,74 | 9      |
| Molly Reckford Michelle Sechser | lichte dubbel-twee | 7.12,65 | 2 HA/B | bye          | bye          | n.v.t.      | n.v.t.      | 7.05,03      | 3 FA         | 6.55,60 | 6      |
| Azja Czajkowski Jessica Thoennes | twee-zonder        | 7.25,52 | 3 HA/B | bye          | bye          | n.v.t.      | n.v.t.      | 7.15,59      | 2 FA         | 7.05,31 | 4      |
| Emily Kallfelz Kaitlin Knifton Mary Mazzio-Manson Kelsey Reelick                                                                                               | vier-zonder        | 6.49,66 | 4 H    | 6.32,48      | 1 FA         | n.v.t.      | n.v.t.      | n.v.t.       | n.v.t.       | 6.34,88 | 5      |
| Teal Cohen Emily Delleman Grace Joyce Lauren O'Connor | dubbel-vier        | 6.27,35 | 4 H    | 6.34,04      | 5 FB         | n.v.t.      | n.v.t.      | n.v.t.       | n.v.t.       | 6.31,71 | 9      |
| Molly Bruggeman Charlotte Buck Cristina Castagna (stuurvrouw) Olivia Coffey Claire Collins Margaret Hedeman Meghan Musnicki Regina Salmons Madeleine Wanamaker | acht               | 6.19,00 | 2 H    | 6.03,93      | 1 FA         | n.v.t.      | n.v.t.      | n.v.t.       | n.v.t.       | 6.01,73 | 5      |

Legenda: FA=finale A (medailles); FB=finale B (geen medailles); FC=finale C (geen medailles); FD=finale D (geen medailles); FE=finale E (geen medailles); FF=finale F (geen medailles); HA/B=halve finale A/B; HC/D=halve finale C/D; HE/F=halve finale E/F; KF=kwartfinale; H=herkansing

### Rugby

#### Mannen
| Olympiër | Discipline | Resultaat | Prestatie |
| --- | ---------- | --------- | --------- |
| Aaron Cummings Maka Unufe Orrin Bizer Matai Leuta Marcus Tupuola Kevon Williams Naima Fuala'au Malacchi Esdale Steve Tomasin Madison Hughes Perry Baker Lucas Lacamp Pita Vi Adam Channel | mannen     | Zilver    | zie onder |

| Groep C |                  |     |   |   |   |     |    |    |       |              |
| #       | Land             | Wed | W | G | V | Ptn | V  | T  | Saldo | Kwalificatie |
| 1       | Fiji             | 3   | 3 | 0 | 0 | 9   | 97 | 36 | +61   | Kwartfinale  |
| 2       | Frankrijk        | 3   | 1 | 1 | 1 | 6   | 43 | 43 | 0     | Kwartfinale  |
| 3       | Verenigde Staten | 3   | 1 | 1 | 1 | 6   | 57 | 67 | -10   | Kwartfinale  |
| 4       | Uruguay          | 3   | 0 | 0 | 3 | 3   | 41 | 92 | -51   | Plaats 9-12  |

| Ronde        | Datum        | Lokale tijd      | Land       | Score            | Land             |
| ------------ | ------------ | ---------------- | ---------- | ---------------- | ---------------- |
| Groepsfase   |              |                  |            |                  |                  |
| 24 juli 2024 | 16:30        | Frankrijk        | 12 - 12    | Verenigde Staten |                  |
| 24 juli 2024 | 20:30        | Fiji             | 38 - 12    | Verenigde Staten |                  |
| 25 juli 2024 | 15:00        | Verenigde Staten | 33 - 17    | Uruguay          |                  |
|              |              |                  |            |                  |                  |
| Kwartfinale  | 25 juli 2024 | 22:30            | Australië  | 18 - 0           | Verenigde Staten |
|              |              |                  |            |                  |                  |
| Plaats 5-8   | 27 juli 2024 | 15:00            | Ierland    | 17 - 14          | Verenigde Staten |
|              |              |                  |            |                  |                  |
| Plaats 7-8   | 27 juli 2024 | 18:00            | Argentinië | 19 - 0           | Verenigde Staten |

#### Vrouwen
| Olympiër | Discipline | Resultaat | Prestatie |
| --- | ---------- | --------- | --------- |
| Kayla Canett Lauren Doyle Alev Kelter Kristi Kirshe Sarah Levy Ilona Maher Alena Olsen Ariana Ramsey Stephanie Rovetti Spiff Sedrick Sammy Sullivan Naya Tapper | vrouwen    | Brons     | zie onder |

| Groep |                  |             |             |             |             |            |            |            |        |
| #     | Land             | Wedstrijden | Wedstrijden | Wedstrijden | Wedstrijden | Doelpunten | Doelpunten | Doelpunten | Punten |
| #     | Land             | GW          | W           | G           | V           | V          | T          | Saldo      | Punten |
| 1     | Frankrijk        | 3           | 3           | 0           | 0           | 106        | 14         | +92        | 9      |
| 2     | Verenigde Staten | 3           | 2           | 0           | 1           | 74         | 43         | +31        | 7      |
| 3     | Japan            | 3           | 1           | 0           | 2           | 46         | 97         | -51        | 5      |
| 4     | Brazilië         | 3           | 0           | 0           | 3           | 17         | 89         | -72        | 3      |

| groepsfase     |              |                  |                  |                  |                  |  |  |
| 28 juli 2024   | 16:30        | Verenigde Staten | 36 - 7           | Japan            |                  |  |  |
| 28 juli 2024   | 20:00        | Verenigde Staten | 24 - 5           | Brazilië         |                  |  |  |
| 29 juli 2024   | 15:30        | Frankrijk        | 31 - 14          | Verenigde Staten |                  |  |  |
|                |              |                  |                  |                  |                  |  |  |
| kwartfinale    | 29 juli 2024 | 21:30            | Groot-Brittannië | 7 - 17           | Verenigde Staten |  |  |
|                |              |                  |                  |                  |                  |  |  |
| halve finale   | 30 juli 2024 | 15:30            | Nieuw-Zeeland    | 24 - 12          | Verenigde Staten |  |  |
|                |              |                  |                  |                  |                  |  |  |
| bronzen finale | 30 juli 2024 | 19:00            | Verenigde Staten | 14 - 12          | Australië        |  |  |

### Schermen
Mannen
| atleet                                                              | onderdeel   | eerste ronde         | tweede ronde         | derde ronde          | kwartfinale          | halve finale                     | finale / BM                            | finale / BM    |
| atleet                                                              | onderdeel   | tegenstander uitslag | tegenstander uitslag | tegenstander uitslag | tegenstander uitslag | tegenstander uitslag             | tegenstander uitslag                   | rang           |
| ------------------------------------------------------------------- | ----------- | -------------------- | -------------------- | -------------------- | -------------------- | -------------------------------- | -------------------------------------- | -------------- |
| Nick Itkin                                                          | floret      | bye                  | Tofalides W 15 - 10  | Tolbes W 15 - 8      | Bianchi W 15 - 14    | Machi V 11 - 15                  | Iimura W 15 - 12                       | Brons          |
| Alexander Massialas                                                 | floret      | bye                  | Keryhuel W 15 - 3    | Iimura V 8 - 15      | niet geplaatst       | niet geplaatst                   | niet geplaatst                         | niet geplaatst |
| Gerek Meinhardt                                                     | floret      | bye                  | Chen H W 15 - 7      | Lefort V 10 - 15     | niet geplaatst       | niet geplaatst                   | niet geplaatst                         | niet geplaatst |
| Miles Chamley-Watson Nick Itkin Alexander Massialas Gerek Meinhardt | floret team | n.v.t.               | n.v.t.               | n.v.t.               | Egypte W 45 - 35     | Italië V 38 - 45                 | Frankrijk V 32 - 45                    | 4              |
| Eli Dershwitz                                                       | sabel       | bye                  | Gémesi V 10 - 15     | niet geplaatst       | niet geplaatst       | niet geplaatst                   | niet geplaatst                         | niet geplaatst |
| Colin Heathcock                                                     | sabel       | bye                  | Park S-w V 10 - 15   | niet geplaatst       | niet geplaatst       | niet geplaatst                   | niet geplaatst                         | niet geplaatst |
| Mitchell Saron                                                      | sabel       | bye                  | Pianfetti W 15 - 12  | El-Sissy V 13 - 15   | niet geplaatst       | niet geplaatst                   | niet geplaatst                         | niet geplaatst |
| Eli Dershwitz Filip Dolegiewicz Colin Heathcock Mitchell Saron      | sabel team  | n.v.t.               | n.v.t.               | n.v.t.               | Iran V 44 - 45       | Plaatsing 5 - 8 Italië V 40 - 45 | Wedstrijd om plaats 7 Canada W 45 - 43 | 7              |

Vrouwen
| atleet                                                                       | onderdeel   | eerste ronde         | tweede ronde         | derde ronde          | kwartfinale          | halve finale                         | finale / BM                               | finale / BM    |
| atleet                                                                       | onderdeel   | tegenstander uitslag | tegenstander uitslag | tegenstander uitslag | tegenstander uitslag | tegenstander uitslag                 | tegenstander uitslag                      | rang           |
| ---------------------------------------------------------------------------- | ----------- | -------------------- | -------------------- | -------------------- | -------------------- | ------------------------------------ | ----------------------------------------- | -------------- |
| Anne Cebula                                                                  | degen       | bye                  | Fiamingo W 15 - 14   | Mallo V 13 - 15      | niet geplaatst       | niet geplaatst                       | niet geplaatst                            | niet geplaatst |
| Hadley Husisian                                                              | degen       | bye                  | Brunner W 12 - 11    | Kong V 12 - 15       | niet geplaatst       | niet geplaatst                       | niet geplaatst                            | niet geplaatst |
| Margherita Guzzi Vincenti                                                    | degen       | bye                  | Kharkova V 6 - 15    | niet geplaatst       | niet geplaatst       | niet geplaatst                       | niet geplaatst                            | niet geplaatst |
| Anne Cebula Katharine Holmes Hadley Husisian Margherita Guzzi Vincenti       | degen team  | n.v.t.               | n.v.t.               | n.v.t.               | Polen V 29 - 31      | Plaatsing 5 - 8 Zuid-Korea V 39 - 45 | Wedstrijd om plaats 7 Egypte W 44 - 30    | 7              |
| Jacqueline Dubrovich                                                         | floret      | bye                  | Pásztor V 12 - 15    | niet geplaatst       | niet geplaatst       | niet geplaatst                       | niet geplaatst                            | niet geplaatst |
| Lee Kiefer                                                                   | floret      | bye                  | Jelińska W 15 - 13   | Huang Q W 15 - 9     | Pásztor W 15 - 4     | Volpi W 15 - 10                      | Scruggs W 15 - 6                          | Goud           |
| Lauren Scruggs                                                               | floret      | bye                  | Berthier W 15 - 13   | Guo W 15 - 11        | Errigo W 15 - 14     | Harvey W 15 - 9                      | Kiefer V 6 - 15                           | Zilver         |
| Jackie Dubrovich Lee Kiefer Lauren Scruggs Maia Weintraub                    | floret team | n.v.t.               | n.v.t.               | n.v.t.               | China W 45 - 37      | Canada W 45 - 31                     | Italië W 45 - 39                          | Goud           |
| Tatiana Nazlymov                                                             | sabel       | bye                  | Choi S-b V 14 - 15   | niet geplaatst       | niet geplaatst       | niet geplaatst                       | niet geplaatst                            | niet geplaatst |
| Magda Skarbonkiewicz                                                         | sabel       | bye                  | Erbil V 11 - 15      | niet geplaatst       | niet geplaatst       | niet geplaatst                       | niet geplaatst                            | niet geplaatst |
| Elizabeth Tartakovsky                                                        | sabel       | bye                  | Hafez V 13 - 15      | niet geplaatst       | niet geplaatst       | niet geplaatst                       | niet geplaatst                            | niet geplaatst |
| Maia Chamberlain Tatiana Nazlymov Magda Skarbonkiewicz Elizabeth Tartakovsky | sabel team  | n.v.t.               | n.v.t.               | n.v.t.               | Zuid-Korea V 35 - 45 | Plaatsing 5 - 8 Algerije W 45 - 28   | Wedstrijd om plaats 5 Hongarije W 45 - 39 | 5              |

### Schietsport
Mannen
| atleet          | onderdeel               | kwalificaties | kwalificaties | finale         | finale         |
| atleet          | onderdeel               | punten        | rang          | punten         | rang           |
| --------------- | ----------------------- | ------------- | ------------- | -------------- | -------------- |
| Rylan Kissell   | 10 m luchtgeweer        | 626,3         | 35            | niet geplaatst | niet geplaatst |
| Rylan Kissell   | 50 m geweer 3 houdingen | 579-25x       | 38            | niet geplaatst | niet geplaatst |
| Ivan Roe        | 10 m luchtgeweer        | 626,3         | 34            | niet geplaatst | niet geplaatst |
| Ivan Roe        | 50 m geweer 3 houdingen | 587-32x       | 20            | niet geplaatst | niet geplaatst |
| Henry Leverett  | 25 m snelvuurpistool    | 573-16x       | 25            | niet geplaatst | niet geplaatst |
| Keith Sanderson | 25 m snelvuurpistool    | 579-16x       | 19            | niet geplaatst | niet geplaatst |
| Vincent Hancock | skeet                   | 123           | 4 Q           | 58             | Goud           |
| Conner Prince   | skeet                   | 124 (+12)     | 1 Q           | 57             | Zilver         |
| Will Hinton     | trap                    | 116           | 27            | niet geplaatst | niet geplaatst |
| Derrick Mein    | trap                    | 122 (+13)     | 6 Q           | 26             | 5              |

Vrouwen
| atlete          | onderdeel               | kwalificaties | kwalificaties | finale         | finale         |
| atlete          | onderdeel               | punten        | rang          | punten         | rang           |
| --------------- | ----------------------- | ------------- | ------------- | -------------- | -------------- |
| Sagen Maddalena | 10 m luchtgeweer        | 631,4         | 7 Q           | 207,7          | 4              |
| Sagen Maddalena | 50 m geweer 3 houdingen | 593-45x OR    | 1 Q           | 463,0          | Zilver         |
| Mary Tucker     | 10 m luchtgeweer        | 625,2         | 32            | niet geplaatst | niet geplaatst |
| Mary Tucker     | 50 m geweer 3 houdingen | 579-20x       | 25            | niet geplaatst | niet geplaatst |
| Alexis Lagan    | 10 m luchtpistool       | 570-15x       | 25            | niet geplaatst | niet geplaatst |
| Katelyn Abeln   | 10 m luchtpistool       | 570-16x       | 24            | niet geplaatst | niet geplaatst |
| Katelyn Abeln   | 25 m pistool            | 585-19x       | 8 Q           | 5              | 8              |
| Ada Korkhin     | 25 m pistool            | 571-17x       | 32            | niet geplaatst | niet geplaatst |
| Austen Smith    | skeet                   | 122 (+14)     | 1 Q           | 45             | Brons          |
| Dania Vizzi     | skeet                   | 118           | 12            | niet geplaatst | niet geplaatst |
| Ryann Phillips  | trap                    | 116           | 16            | niet geplaatst | niet geplaatst |
| Rachel Tozier   | trap                    | 116           | 18            | niet geplaatst | niet geplaatst |

Gemengd
| atlete                       | onderdeel             | kwalificatie | kwalificatie | finale                      | finale         |
| atlete                       | onderdeel             | punten       | rang         | tegenstander resultaat      | rang           |
| ---------------------------- | --------------------- | ------------ | ------------ | --------------------------- | -------------- |
| Sagen Maddalena Ivan Roe     | 10 m luchtgeweer team | 624,9        | 18           | niet geplaatst              | niet geplaatst |
| Mary Tucker Rylan Kissell    | 10 m luchtgeweer team | 626,0        | 13           | niet geplaatst              | niet geplaatst |
| Vincent Hancock Austen Smith | skeet team            | 148          | 2 FA         | Bacosi - Rossetti V 44 - 45 | Zilver         |
| Conner Prince Dania Vizzi    | skeet team            | 144          | 6            | niet geplaatst              | niet geplaatst |

### Schoonspringen
Mannen
| atleet                  | onderdeel               | series | series | halve finale   | halve finale   | finale         | finale         |
| atleet                  | onderdeel               | punten | rang   | punten         | rang           | punten         | rang           |
| ----------------------- | ----------------------- | ------ | ------ | -------------- | -------------- | -------------- | -------------- |
| Andrew Capobianco       | 3 m plank               | 382,05 | 15 Q   | 407,65         | 15             | niet geplaatst | niet geplaatst |
| Carson Tyler            | 3 m plank               | 389,80 | 10 Q   | 438,00         | 7 Q            | 429,25         | 4              |
| Carson Tyler            | 10 m toren              | 363,75 | 19     | niet geplaatst | niet geplaatst | niet geplaatst | niet geplaatst |
| Brandon Loschiavo       | 10 m toren              | 393,65 | 13 Q   | 372,45         | 17             | niet geplaatst | niet geplaatst |
| Tyler Downs Greg Duncan | 3 meter plank synchroon | n.v.t. | n.v.t. | n.v.t.         | n.v.t.         | 346,08         | 8              |

Vrouwen
| atlete                           | onderdeel            | series | series | halve finale   | halve finale   | finale         | finale         |
| atlete                           | onderdeel            | punten | rang   | punten         | rang           | punten         | rang           |
| -------------------------------- | -------------------- | ------ | ------ | -------------- | -------------- | -------------- | -------------- |
| Sarah Bacon                      | 3 m plank            | 264,40 | 19     | niet geplaatst | niet geplaatst | niet geplaatst | niet geplaatst |
| Alison Gibson                    | 3 m plank            | 198,30 | 28     | niet geplaatst | niet geplaatst | niet geplaatst | niet geplaatst |
| Sarah Bacon Kassidy Cook         | 3 m plank synchroon  | n.v.t. | n.v.t. | n.v.t.         | n.v.t.         | 314,64         | Zilver         |
| Delaney Schnell                  | 10 m toren           | 278,15 | 17 Q   | 271,95         | 15             | niet geplaatst | niet geplaatst |
| Daryn Wright                     | 10 m toren           | 272,25 | 19     | niet geplaatst | niet geplaatst | niet geplaatst | niet geplaatst |
| Jessica Parratto Delaney Schnell | 10 m toren synchroon | n.v.t. | n.v.t. | n.v.t.         | n.v.t.         | 287,52         | 6              |

### Skateboarden
Mannen
| atleet        | onderdeel | kwalificaties | kwalificaties | finale         | finale         |
| atleet        | onderdeel | punten        | rang          | punten         | rang           |
| ------------- | --------- | ------------- | ------------- | -------------- | -------------- |
| Gavin Bottger | park      | 86,95         | 10            | niet geplaatst | niet geplaatst |
| Tate Carew    | park      | 90,42         | 4 Q           | 91,17          | 5              |
| Tom Schaar    | park      | 92,05         | 2 Q           | 92,23          | Zilver         |
| Jagger Eaton  | street    | 274,88        | 1 Q           | 281,01         | Zilver         |
| Nyjah Huston  | street    | 272,66        | 2 Q           | 279,38         | Brons          |
| Chris Joslin  | street    | 50,84         | 21            | niet geplaatst | niet geplaatst |

Vrouwen
| atleet          | onderdeel | kwalificaties | kwalificaties | finale         | finale         |
| atleet          | onderdeel | punten        | rang          | punten         | rang           |
| --------------- | --------- | ------------- | ------------- | -------------- | -------------- |
| Ruby Lilley     | park      | 75,07         | 13            | niet geplaatst | niet geplaatst |
| Minna Stess     | park      | 54,71         | 19            | niet geplaatst | niet geplaatst |
| Bryce Wettstein | park      | 85,65         | 2 Q           | 88,12          | 6              |
| Mariah Duran    | street    | 58,36         | 22            | niet geplaatst | niet geplaatst |
| Paige Heyn      | street    | 244,29        | 6 Q           | 163,23         | 6              |
| Poe Pinson      | street    | 241,12        | 8 Q           | 222,34         | 5              |

### Surfen
| Atleet             | Onderdeel | Ronde 1 | Ronde 1 | Ronde 2              | Ronde 3                    | Kwartfinale          | Halve finale                    | Finale / BM                 | Finale / BM    |
| Atleet             | Onderdeel | Score   | Rang    | Tegenstander Uitslag | Tegenstander Uitslag       | Tegenstander Uitslag | Tegenstander Uitslag            | Tegenstander Uitslag        | Rang           |
| ------------------ | --------- | ------- | ------- | -------------------- | -------------------------- | -------------------- | ------------------------------- | --------------------------- | -------------- |
| Griffin Colapinto  | mannen    | 17,03   | 1 R3    | bye                  | Vaast V 13,83 - 15,10      | niet geplaatst       | niet geplaatst                  | niet geplaatst              | niet geplaatst |
| John John Florence | mannen    | 17,33   | 1 R3    | bye                  | Robinson V 9,07 - 13,94    | niet geplaatst       | niet geplaatst                  | niet geplaatst              | niet geplaatst |
| Caroline Marks     | vrouwen   | 17,93   | 1 R3    | bye                  | Yang S W 6,93 - 1,63       | Wright W 7,77 - 5,37 | Defay W 12,17(700) - 12,17(650) | Weston-Webb W 10,50 - 10,33 | Goud           |
| Carissa Moore      | vrouwen   | 16,50   | 1 R3    | bye                  | Baum W 8,16 - 3,87         | Defay V 6,50 - 10,34 | niet geplaatst                  | niet geplaatst              | niet geplaatst |
| Caitlin Simmers    | vrouwen   | 12,93   | 1 R3    | bye                  | Weston-Webb V 1,93 - 12,34 | niet geplaatst       | niet geplaatst                  | niet geplaatst              | niet geplaatst |

### Synchroonzwemmen
| atlete | onderdeel | technische routine | technische routine | vrije routine | vrije routine             | vrije routine | acrobatische routine | acrobatische routine                    | acrobatische routine |
| atlete | onderdeel | punten             | rang               | punten        | totaal (technisch + vrij) | rang          | punten               | totaal (technisch + vrij + acrobatisch) | rang                 |
| --- | --------- | ------------------ | ------------------ | ------------- | ------------------------- | ------------- | -------------------- | --------------------------------------- | -------------------- |
| Jamie Czarkowski Megumi Field                                                                                 | duet      | 230,7134           | 11                 | 254,0354      | 484,7488                  | 10            | n.v.t.               | n.v.t.                                  | n.v.t.               |
| Anita Alvarez Jamie Czarkowski Megumi Field Keana Hunter Audrey Kwon Jacklyn Luu Daniella Ramirez Ruby Remati | team      | 282,7567           | 4                  | 360,2688      | 643,0255                  | 2             | 271,3166             | 914,3421                                | Zilver               |

### Taekwondo
Mannen
| atleet         | onderdeel | kwalificatie         | eerste ronde         | kwartfinale          | halve finale         | herkansing           | finale / BM          | finale / BM    |
| atleet         | onderdeel | tegenstander uitslag | tegenstander uitslag | tegenstander uitslag | tegenstander uitslag | tegenstander uitslag | tegenstander uitslag | rang           |
| -------------- | --------- | -------------------- | -------------------- | -------------------- | -------------------- | -------------------- | -------------------- | -------------- |
| Carl Nickolas  | -80 kg    | bye                  | EOR Mansouri W 2 - 0 | Sawadogo W 2 - 0     | Katoussi V 0 - 2     | bye                  | Alessio V 0 - 2      | 4              |
| Jonathan Healy | +80 kg    | bye                  | Zhaoxiang W 2 - 1    | Cissé V 0 - 2        | niet geplaatst       | niet geplaatst       | niet geplaatst       | niet geplaatst |

Vrouwen
| atleet            | onderdeel | kwalificatie         | eerste ronde         | kwartfinale          | halve finale         | herkansing           | finale / BM          | finale / BM    |
| atleet            | onderdeel | tegenstander uitslag | tegenstander uitslag | tegenstander uitslag | tegenstander uitslag | tegenstander uitslag | tegenstander uitslag | rang           |
| ----------------- | --------- | -------------------- | -------------------- | -------------------- | -------------------- | -------------------- | -------------------- | -------------- |
| Faith Dillon      | -57 kg    | n.v.t.               | Toumi V 1 - 2        | niet geplaatst       | niet geplaatst       | niet geplaatst       | niet geplaatst       | niet geplaatst |
| Kristina Teachout | -67 kg    | n.v.t.               | Wiet-Hénin W 2 - 0   | Márton V 1 - 2       | niet geplaatst       | Gbagbi W 2 - 1       | Song J W 2 - 0       | Brons          |

### Tafeltennis
Mannen
| atleet    | onderdeel | voorronde            | eerste ronde         | tweede ronde         | derde ronde          | kwartfinale          | halve finale         | finale / BM          | finale / BM    |
| atleet    | onderdeel | tegenstander uitslag | tegenstander uitslag | tegenstander uitslag | tegenstander uitslag | tegenstander uitslag | tegenstander uitslag | tegenstander uitslag | rang           |
| --------- | --------- | -------------------- | -------------------- | -------------------- | -------------------- | -------------------- | -------------------- | -------------------- | -------------- |
| Kanak Jha | enkelspel | Ursu W 4 - 0         | Cho D-s W 4 - 2      | Gionis W 4 - 2       | Fan Z V 0 - 4        | niet geplaatst       | niet geplaatst       | niet geplaatst       | niet geplaatst |

Vrouwen
| atleet                          | onderdeel | voorronde            | eerste ronde         | tweede ronde         | derde ronde          | kwartfinale          | halve finale         | finale / BM          | finale / BM    |
| atleet                          | onderdeel | tegenstander uitslag | tegenstander uitslag | tegenstander uitslag | tegenstander uitslag | tegenstander uitslag | tegenstander uitslag | tegenstander uitslag | rang           |
| ------------------------------- | --------- | -------------------- | -------------------- | -------------------- | -------------------- | -------------------- | -------------------- | -------------------- | -------------- |
| Amy Wang                        | enkelspel | bye                  | Tommy W 4 - 0        | Díaz V 2 - 4         | niet geplaatst       | niet geplaatst       | niet geplaatst       | niet geplaatst       | niet geplaatst |
| Lily Zhang                      | enkelspel | bye                  | Sahakian W 4 - 0     | Takahashi W 4 - 2    | Shin Y-b V 0 - 4     | niet geplaatst       | niet geplaatst       | niet geplaatst       | niet geplaatst |
| Rachel Sung Amy Wang Lily Zhang | team      | n.v.t.               | n.v.t.               | n.v.t.               | Duitsland V 2 - 3    | niet geplaatst       | niet geplaatst       | niet geplaatst       | niet geplaatst |

### Tennis
Mannen
| atleet                     | onderdeel  | eerste ronde         | tweede ronde                                | derde ronde                             | kwartfinale                | halve finale                 | finale / BM                                | finale / BM    |
| atleet                     | onderdeel  | tegenstander uitslag | tegenstander uitslag                        | tegenstander uitslag                    | tegenstander uitslag       | tegenstander uitslag         | tegenstander uitslag                       | rang           |
| -------------------------- | ---------- | -------------------- | ------------------------------------------- | --------------------------------------- | -------------------------- | ---------------------------- | ------------------------------------------ | -------------- |
| Christopher Eubanks        | enkelspel  | Hassan V 4-6, 2-6    | niet geplaatst                              | niet geplaatst                          | niet geplaatst             | niet geplaatst               | niet geplaatst                             | niet geplaatst |
| Taylor Fritz               | enkelspel  | Bublik W 6-4, 6-4    | Draper W 6-7(3-7), 6-3, 6-2                 | Musetti V 4-6, 5-7                      | niet geplaatst             | niet geplaatst               | niet geplaatst                             | niet geplaatst |
| Marcos Giron               | enkelspel  | Auger-Alliassime     | niet geplaatst                              | niet geplaatst                          | niet geplaatst             | niet geplaatst               | niet geplaatst                             | niet geplaatst |
| Tommy Paul                 | enkelspel  | Darderi W 6-3, 6-4   | Menšík W 6-3, 6-1                           | Moutet W 7-6[7-5], 6-3                  | Alcaraz V 3-6, 6-7[7-9]    | niet geplaatst               | niet geplaatst                             | niet geplaatst |
| Taylor Fritz Tommy Paul    | dubbelspel | n.v.t.               | Auger-Alliassime - Raonic W 7-6[16-14], 6-4 | Haase - Roger W 6-3, 6-4                | Evans - Murray W 6-2, 6-4  | Ebden - Peers V 5-7, 2-6     | Macháč - Pavlásek W 6-3, 6-4               | Brons          |
| Austin Krajicek Rajeev Ram | dubbelspel | n.v.t.               | de Minaur - Popyrin W 6-2, 6-3              | Monteiro - Seyboth Wild W 6-4, 7-6[7-3] | Alcaraz - Nadal W 6-2, 6-4 | Macháč - Pavlásek W 6-2, 6-2 | Ebden - Peers V 7-6[8-6], 6-7[1-7], [8-10] | Zilver         |

Vrouwen
| atleet                            | onderdeel  | eerste ronde           | tweede ronde                     | derde ronde                                | kwartfinale             | halve finale         | finale / BM          | finale / BM    |
| atleet                            | onderdeel  | tegenstander uitslag   | tegenstander uitslag             | tegenstander uitslag                       | tegenstander uitslag    | tegenstander uitslag | tegenstander uitslag | rang           |
| --------------------------------- | ---------- | ---------------------- | -------------------------------- | ------------------------------------------ | ----------------------- | -------------------- | -------------------- | -------------- |
| Danielle Collins                  | enkelspel  | Siegemund W 6-3, 2-0   | Wozniacki W 6-3, 3-6, 6-3        | Osorio W 6-0, 4-6, 6-3                     | Świątek V 1-6, 6-2, 1-4 | niet geplaatst       | niet geplaatst       | niet geplaatst |
| Coco Gauff                        | enkelspel  | Tomljanović W 6-3, 6-3 | Carlé W 6-1, 6-1                 | Vekić V 6-7[7-9], 2-6                      | niet geplaatst          | niet geplaatst       | niet geplaatst       | niet geplaatst |
| Emma Navarro                      | enkelspel  | Grabher W 6-2, 6-0     | Tomova W 6-7[5-7], 6-4, 6-1      | Zheng Q V 7-6[9-7], 6-7[4-7], 1-6          | niet geplaatst          | niet geplaatst       | niet geplaatst       | niet geplaatst |
| Jessica Pegula                    | enkelspel  | Golubic W 6-3, 6-4     | Svitolina V 6-4, 1-6, 3-6        | niet geplaatst                             | niet geplaatst          | niet geplaatst       | niet geplaatst       | niet geplaatst |
| Danielle Collins Desirae Krawczyk | dubbelspel | n.v.t.                 | Papamichail - Sakkari W 6-1, 6-3 | L Kichenok - N Kichenok V 6-3, 4-6, [7-10] | niet geplaatst          | niet geplaatst       | niet geplaatst       | niet geplaatst |
| Coco Gauff Jessica Pegula         | dubbelspel | n.v.t.                 | Perez - Saville W 6-3, 6-1       | Muchová - Nosková V 6-2, 4-6, [5-10]       | niet geplaatst          | niet geplaatst       | niet geplaatst       | niet geplaatst |

Gemengd
| atleet                  | onderdeel  | eerste ronde                                 | kwartfinale                                         | halve finale         | finale / BM          | finale / BM    |
| atleet                  | onderdeel  | tegenstander uitslag                         | tegenstander uitslag                                | tegenstander uitslag | tegenstander uitslag | rang           |
| ----------------------- | ---------- | -------------------------------------------- | --------------------------------------------------- | -------------------- | -------------------- | -------------- |
| Taylor Fritz Coco Gauff | dubbelspel | González - Podoroska W 6-1, 6-7[6-8], [10-5] | Auger-Aliassime - Dabrowski V 6-7[2-7], 6-3, [8-10] | niet geplaatst       | niet geplaatst       | niet geplaatst |

### Triatlon
Individueel
| Atleet         | Evenement | Zwemmen(1.5 km) | Rang 1 | Fietsen (40 km) | Rang 2 | Lopen(10 km) | Totaal Tijd | Ranking |
| -------------- | --------- | --------------- | ------ | --------------- | ------ | ------------ | ----------- | ------- |
| Morgan Pearson | Mannen    | 21.30           | 34     | 54.35           | 40     | 31.04        | 1.48.26     | 31      |
| Seth Rider     | Mannen    | 20.30           | 8      | 52.00           | 9      | 34.03        | 1.47.53     | 29      |
| Kirsten Kasper | Vrouwen   | 22.39           | 9      | 1.05.48         | 51     | 36.48        | 2.06.38     | 49      |
| Taylor Knibb   | Vrouwen   | 24.08           | 33     | 57.45           | 21     | 35.17        | 1.58.37     | 19      |
| Taylor Spivey  | Vrouwen   | 22.43           | 12     | 58.04           | 4      | 34.57        | 1.57.11     | 10      |

Gemengd
| Atleet         | Evenement   | Zwemmen (300 m) | Rang 1 | Fietsen (7 km) | Rang 2 | Lopen (2 km) | Rang 3 | Totaal Groeps tijd | Ranking |
| -------------- | ----------- | --------------- | ------ | -------------- | ------ | ------------ | ------ | ------------------ | ------- |
| Seth Rider     | Mixed relay | 4.09            | 4      | 9.38           | 10     | 5.01         | 10     | 20.19              | n.v.t.  |
| Taylor Spivey  | Mixed relay | 5.00            | 6      | 10.25          | 5      | 5.39         | 5      | 22.41              | n.v.t.  |
| Morgan Pearson | Mixed relay | 4.33            | 6      | 9.32           | 6      | 5.00         | 5      | 20.27              | n.v.t.  |
| Taylor Knibb   | Mixed relay | 4.50            | 3      | 10.08          | 1      | 5.38         | 2      | 22.13              | n.v.t.  |
| Totaal         | Mixed relay | n.v.t.          | n.v.t. | n.v.t.         | n.v.t. | n.v.t.       | n.v.t. | 1.25.40            | Zilver  |

### Voetbal

#### Mannen
| Atleten | Discipline | Resultaat | Prestatie |
| --- | ---------- | --------- | --------- |
| Paxten Aaronson Taylor Booth Gianluca Busio Benjamin Cremaschi Maximilian Dietz Nathan Harriel Duncan McGuire Jack McGlynn Djordje Mihailovic Kevin Paredes Miles Robinson Patrick Schulte Gabriel Slonina Tanner Tessmann John Tolkin Caleb Wiley Griffin Yow Walker Zimmerman | mannen     | 8         | zie onder |

| Groep A |                  |             |             |             |             |            |            |            |        |
| #       | Land             | Wedstrijden | Wedstrijden | Wedstrijden | Wedstrijden | Doelpunten | Doelpunten | Doelpunten | Punten |
| #       | Land             | G           | W           | G           | V           | V          | T          | Saldo      | Punten |
| 1       | Frankrijk        | 3           | 3           | 0           | 0           | 7          | 0          | +7         | 9      |
| 2       | Verenigde Staten | 3           | 2           | 0           | 1           | 7          | 4          | +3         | 6      |
| 3       | Nieuw-Zeeland    | 3           | 1           | 0           | 2           | 3          | 8          | -5         | 3      |
| 4       | Guinee           | 3           | 0           | 0           | 3           | 1          | 6          | -5         | 0      |

| groepsfase   |                 |                  |                |                  |                  |                |                |
| 24 juli 2024 | 21:00           | Frankrijk        | 3 - 0          | Verenigde Staten |                  |                |                |
| 27 juli 2024 | 19:00           | Nieuw-Zeeland    | 1 - 4          | Verenigde Staten |                  |                |                |
| 30 juli 2024 | 19:00           | Verenigde Staten | 3 - 0          | Guinee           |                  |                |                |
|              |                 |                  |                |                  |                  |                |                |
| kwartfinale  | 2 augustus 2024 | 15:00            | Marokko        | 4 - 0            | Verenigde Staten |                |                |
|              |                 |                  |                |                  |                  |                |                |
| halve finale | niet geplaatst  | niet geplaatst   | niet geplaatst | niet geplaatst   | niet geplaatst   | niet geplaatst | niet geplaatst |
|              |                 |                  |                |                  |                  |                |                |
| finale       | niet geplaatst  | niet geplaatst   | niet geplaatst | niet geplaatst   | niet geplaatst   | niet geplaatst | niet geplaatst |

#### Vrouwen
| Atleten | Discipline | Resultaat | Prestatie |
| --- | ---------- | --------- | --------- |
| Korbin Albert Croix Bethune Sam Coffey Tierna Davidson Crystal Dunn Emily Fox Naomi Girma Lindsey Horan Casey Krueger Rose Lavelle Casey Murphy Alyssa Naeher Jenna Nighswonger Trinity Rodman Emily Sams Jaedyn Shaw Sophia Smith Emily Sonnett Mallory Swanson Lynn Williams | vrouwen    | 1 [ 23 ]  | zie onder |

| Groep |                  |             |             |             |             |            |            |            |        |
| #     | Land             | Wedstrijden | Wedstrijden | Wedstrijden | Wedstrijden | Doelpunten | Doelpunten | Doelpunten | Punten |
| #     | Land             | G           | W           | G           | V           | V          | T          | Saldo      | Punten |
| 1     | Verenigde Staten | 3           | 3           | 0           | 0           | 9          | 2          | +7         | 9      |
| 2     | Duitsland        | 3           | 2           | 0           | 1           | 8          | 5          | +3         | 6      |
| 3     | Australië        | 3           | 1           | 0           | 2           | 7          | 10         | -3         | 3      |
| 4     | Zambia           | 3           | 0           | 0           | 3           | 6          | 13         | -7         | 0      |

| groepsfase   |                  |                  |                  |                  |                  |  |  |
| 25 juli 2024 | 21:00            | Verenigde Staten | 3 - 0            | Zambia           |                  |  |  |
| 28 juli 2024 | 21:00            | Verenigde Staten | 4 - 1            | Duitsland        |                  |  |  |
| 31 juli 2024 | 19:00            | Australië        | 1 - 2            | Verenigde Staten |                  |  |  |
|              |                  |                  |                  |                  |                  |  |  |
| kwartfinale  | 3 augustus 2024  | 15:00            | Verenigde Staten | 1 - 0            | Japan            |  |  |
|              |                  |                  |                  |                  |                  |  |  |
| halve finale | 6 augustus 2024  | 18:00            | Verenigde Staten | 1 - 0            | Duitsland        |  |  |
|              |                  |                  |                  |                  |                  |  |  |
| finale       | 10 augustus 2024 | 17:00            | Brazilië         | 0 - 1            | Verenigde Staten |  |  |

### Volleybal

#### Beachvolleybal
| atleten                    | onderdeel | eerste ronde                          | eerste ronde                              | eerste ronde                           | eerste ronde | tussenronde                      | achtste finale                             | kwartfinale                      | halve finale         | finale / BM          | finale / BM    |
| atleten                    | onderdeel | tegenstander uitslag                  | tegenstander uitslag                      | tegenstander uitslag                   | stand        | tegenstander uitslag             | tegenstander uitslag                       | tegenstander uitslag             | tegenstander uitslag | tegenstander uitslag | rang           |
| -------------------------- | --------- | ------------------------------------- | ----------------------------------------- | -------------------------------------- | ------------ | -------------------------------- | ------------------------------------------ | -------------------------------- | -------------------- | -------------------- | -------------- |
| Andy Benesh Miles Partain  | mannen    | Alayo - Díaz V 18-21, 18-21           | Abicha - Elgraoui W 21-12, 28-26          | Stein - Wanderley W 21-17, 14-21, 15-8 | 2 Q          | bye                              | Cottafava - Nicolai W 21-17, 21-18         | Tijan - Younousse V 14-21, 16-21 | niet geplaatst       | niet geplaatst       | niet geplaatst |
| Chase Budinger Miles Evans | mannen    | Gauthier-Rat - Krou W 21-14, 21-11    | Boermans - De Groot V 13-21, 15-21        | Gavira - Herrera V 18-21, 11-21        | 3 q          | Hodges - Schubert W 21-19, 21-17 | Mol - Sørum V 16-21, 14-21                 | niet geplaatst                   | niet geplaatst       | niet geplaatst       | niet geplaatst |
| Kelly Cheng Sara Hughes    | vrouwen   | Hermannová - Štochlová W 21-16, 21-11 | Chamereau - Vieira W 21-16, 23-21         | Müller - Tillmann W 21-18, 21-18       | 1 Q          | bye                              | Gottardi - Menegatti W 21-18, 17-21, 15-12 | Brunner - Hüberli V 18-21, 19-21 | niet geplaatst       | niet geplaatst       | niet geplaatst |
| Taryn Kloth Kristen Nuss   | vrouwen   | Bansley - Bukovec W 21-17, 21-14      | Artacho del Solar - Clancy W 21-16, 21-16 | Xia X - Xue C W 15-21, 21-16, 15-12    | 1 Q          | bye                              | Humana-Paredes - Wilkerson V 19-21, 18-21  | niet geplaatst                   | niet geplaatst       | niet geplaatst       | niet geplaatst |

#### Mannen
| Atleten | Discipline | Resultaat | Prestatie |
| --- | ---------- | --------- | --------- |
| Matt Anderson Taylor Averill Micah Christenson Torey DeFalco Maxwell Holt Thomas Jaeschke Jeffrey Jendryk Micah Maʻa Garrett Muagututia Aaron Russell Erik Shoji David Smith | mannen     | Brons     | zie onder |

| # | Ploeg            | Punten | Wedstrijden | Wedstrijden | Wedstrijden | Sets | Sets | Sets  |
| # | Ploeg            | Punten | G           | W           | V           | W    | V    | Ratio |
| - | ---------------- | ------ | ----------- | ----------- | ----------- | ---- | ---- | ----- |
| 1 | Verenigde Staten | 8      | 3           | 3           | 0           | 9    | 3    | +6    |
| 2 | Duitsland        | 6      | 3           | 2           | 1           | 8    | 5    | +3    |
| 3 | Japan            | 4      | 3           | 1           | 2           | 6    | 7    | -1    |
| 4 | Argentinië       | 0      | 3           | 0           | 3           | 1    | 9    | -8    |

| Ronde           | Datum           | MEZT             | Land             | Score            | Land             |
| --------------- | --------------- | ---------------- | ---------------- | ---------------- | ---------------- |
| groepsfase      |                 |                  |                  |                  |                  |
| 27 juli 2024    | 21:00           | Verenigde Staten | 3 - 0            | Argentinië       |                  |
| 30 juli 2024    | 13:00           | Verenigde Staten | 3 - 2            | Duitsland        |                  |
| 2 augustus 2024 | 21:00           | Japan            | 1 - 3            | Verenigde Staten |                  |
|                 |                 |                  |                  |                  |                  |
| kwartfinale     | 5 augustus 2024 | 21:00            | Verenigde Staten | 3 - 1            | Brazilië         |
|                 |                 |                  |                  |                  |                  |
| halve finale    | 7 augustus 2024 | 16:00            | Polen            | 3 - 2            | Verenigde Staten |
|                 |                 |                  |                  |                  |                  |
| bronzen finale  | 9 augustus 2024 | 16:00            | Italië           | 0 - 3            | Verenigde Staten |

#### Vrouwen
| Atleten | Discipline | Resultaat | Prestatie |
| --- | ---------- | --------- | --------- |
| Lauren Carlini Micha Hancock Annie Drews Jordan Larson Chiaka Ogbogu Kathryn Plummer Jordyn Poulter Dana Rettke Kelsey Robinson Cook Avery Skinner Jordan Thompson Haleigh Washington Justine Wong-Orantes | vrouwen    | Zilver    | zie onder |

| # | Ploeg            | Punten | Wedstrijden | Wedstrijden | Wedstrijden | Sets | Sets | Sets  |
| # | Ploeg            | Punten | G           | W           | V           | W    | V    | Ratio |
| - | ---------------- | ------ | ----------- | ----------- | ----------- | ---- | ---- | ----- |
| 1 | China            | 8      | 3           | 3           | 0           | 9    | 3    | +6    |
| 2 | Verenigde Staten | 6      | 3           | 2           | 1           | 6    | 8    | -2    |
| 3 | Servië           | 4      | 3           | 1           | 2           | 4    | 6    | -2    |
| 4 | Frankrijk        | 0      | 3           | 0           | 3           | 0    | 9    | -9    |

| Ronde           | Datum            | MEZT             | Land             | Score            | Land             |
| --------------- | ---------------- | ---------------- | ---------------- | ---------------- | ---------------- |
| Groepsfase      |                  |                  |                  |                  |                  |
| 29 juli 2024    | 17:00            | Verenigde Staten | 2 - 3            | China            |                  |
| 31 juli 2024    | 17:00            | Verenigde Staten | 3 - 2            | Servië           |                  |
| 4 augustus 2024 | 13:00            | Frankrijk        | 0 - 3            | Verenigde Staten |                  |
|                 |                  |                  |                  |                  |                  |
| Kwartfinale     | 6 augustus 2024  | 17:00            | Verenigde Staten | 3 - 0            | Polen            |
|                 |                  |                  |                  |                  |                  |
| Halve finale    | 8 augustus 2024  | 16:00            | Brazilië         | 2 - 3            | Verenigde Staten |
|                 |                  |                  |                  |                  |                  |
| Finale          | 11 augustus 2024 | 13:00            | Verenigde Staten | 0 - 3            | Italië           |

### Waterpolo

#### Mannen
| Waterpoloër(s) | Onderdeel | Resultaat |
| --- | --------- | --------- |
| Alex Bowen Luca Cupido Hannes Daube Chase Dodd Ryder Dodd Ben Hallock Drew Holland Johnny Hooper Max Irving Alex Obert Marko Vavic Adrian Weinberg Dylan Woodhead | Mannen    | Brons     |

| Pos | Team             | Wed | W | WNS | VNS | V | GV | GT | GS  | Ptn | Kwalificatie |
| --- | ---------------- | --- | - | --- | --- | - | -- | -- | --- | --- | ------------ |
| 1   | Griekenland      | 5   | 3 | 1   | 0   | 1 | 61 | 52 | +9  | 11  | Kwartfinales |
| 2   | Italië           | 5   | 3 | 1   | 0   | 1 | 60 | 43 | +17 | 11  | Kwartfinales |
| 3   | Verenigde Staten | 5   | 3 | 0   | 0   | 2 | 59 | 51 | +8  | 9   | Kwartfinales |
| 4   | Kroatië          | 5   | 3 | 0   | 0   | 2 | 58 | 57 | +1  | 9   | Kwartfinales |
| 5   | Montenegro       | 5   | 1 | 0   | 2   | 2 | 45 | 50 | −5  | 5   |              |
| 6   | Roemenië         | 5   | 0 | 0   | 0   | 5 | 37 | 67 | −30 | 0   |              |

| Groepsfase      |                  |                  |                  |                  |                  |  |  |
| 28 juli 2024    | 15:00            | Italië           | 12 - 8           | Verenigde Staten |                  |  |  |
| 30 juli 2024    | 16:35            | Verenigde Staten | 14 - 8           | Roemenië         |                  |  |  |
| 1 augustus 2024 | 10:30            | Griekenland      | 13 - 11          | Verenigde Staten |                  |  |  |
| 3 augustus 2024 | 16:35            | Montenegro       | 7 - 12           | Verenigde Staten |                  |  |  |
| 5 augustus 2024 | 18:30            | Kroatië          | 11 - 14          | Verenigde Staten |                  |  |  |
|                 |                  |                  |                  |                  |                  |  |  |
| Kwartfinale     | 7 augustus 2024  | 19:00            | Verenigde Staten | 11 - 10          | Australië        |  |  |
|                 |                  |                  |                  |                  |                  |  |  |
| Halve finale    | 9 augustus 2024  | 14:35            | Servië           | 10 - 6           | Verenigde Staten |  |  |
|                 |                  |                  |                  |                  |                  |  |  |
| Bronzen finale  | 11 augustus 2024 | 10:35            | Verenigde Staten | 11 - 8           | Hongarije        |  |  |

#### Vrouwen
| Waterpoloster(s) | Onderdeel | Resultaat |
| --- | --------- | --------- |
| Emily Ausmus Rachel Fattal Jenna Flynn Kaleigh Gilchrist Ashleigh Johnson Amanda Longan Maddie Musselman Ryann Neushul Tara Prentice Jordan Raney Jewel Roemer Jovana Sekulic Maggie Steffens | Vrouwen   | 4         |

| Pos | Team             | Wed | W | WNS | VNS | V | GV | GT | GS  | Ptn | Kwalificatie |
| --- | ---------------- | --- | - | --- | --- | - | -- | -- | --- | --- | ------------ |
| 1   | Spanje           | 4   | 4 | 0   | 0   | 0 | 51 | 36 | +15 | 12  | Kwartfinales |
| 2   | Verenigde Staten | 4   | 3 | 0   | 0   | 1 | 53 | 27 | +26 | 9   | Kwartfinales |
| 3   | Italië           | 4   | 1 | 0   | 0   | 3 | 34 | 40 | −6  | 3   | Kwartfinales |
| 4   | Griekenland      | 4   | 1 | 0   | 0   | 3 | 33 | 41 | −8  | 3   | Kwartfinales |
| 5   | Frankrijk (G)    | 4   | 1 | 0   | 0   | 3 | 24 | 51 | −27 | 3   |              |

| Groepsfase      |                  |                  |                  |                  |                  |  |  |
| 27 juli 2024    | 15:35            | Griekenland      | 6 - 15           | Verenigde Staten |                  |  |  |
| 29 juli 2024    | 15:35            | Verenigde Staten | 11 - 13          | Spanje           |                  |  |  |
| 31 juli 2024    | 18:30            | Italië           | 3 - 10           | Verenigde Staten |                  |  |  |
| 2 augustus 2024 | 18:30            | Verenigde Staten | 17 - 5           | Frankrijk        |                  |  |  |
|                 |                  |                  |                  |                  |                  |  |  |
| Kwartfinale     | 6 augustus 2024  | 20:35            | Hongarije        | 4 - 5            | Verenigde Staten |  |  |
|                 |                  |                  |                  |                  |                  |  |  |
| Halve finale    | 8 augustus 2024  | 19:35            | Australië        | 14 - 13          | Verenigde Staten |  |  |
|                 |                  |                  |                  |                  |                  |  |  |
| Bronzen finale  | 10 augustus 2024 | 10:35            | Verenigde Staten | 10 - 11          | Nederland        |  |  |

### Wielersport

#### Baanwielrennen
Koppelkoers
| atleet                         | onderdeel             | punten | rondes | rang |
| ------------------------------ | --------------------- | ------ | ------ | ---- |
| Jennifer Valente Lily Williams | koppelkoers (vrouwen) | 18     | 0      | 4    |

Omnium
| atleet           | onderdeel        | scratchrace | scratchrace | temporace | temporace | afvalrace | afvalrace | puntenrace | puntenrace | totaal punten | rang     |
| atleet           | onderdeel        | rang        | punten      | rang      | punten    | rang      | punten    | rang       | punten     | totaal punten | rang     |
| ---------------- | ---------------- | ----------- | ----------- | --------- | --------- | --------- | --------- | ---------- | ---------- | ------------- | -------- |
| Grant Koontz     | omnium (mannen)  | 15          | 12          | 9         | 24        | 18        | 6         | 6          | 0          | 42            | 16       |
| Jennifer Valente | omnium (vrouwen) | 1           | 40          | 2         | 38        | 1         | 40        | 18         | 26         | 144           | 1 [ 24 ] |

Ploegenachtervolging
| atleet                                                       | onderdeel                      | kwalificatie | kwalificatie | halve finale                           | halve finale | finale                              | finale |
| atleet                                                       | onderdeel                      | tijd         | rang         | tegenstander uitslag                   | rang         | tegenstander uitslag                | rang   |
| ------------------------------------------------------------ | ------------------------------ | ------------ | ------------ | -------------------------------------- | ------------ | ----------------------------------- | ------ |
| Chloé Dygert Kristen Faulkner Jennifer Valente Lily Williams | ploegenachtervolging (vrouwen) | 4.05,238     | 2 Q          | Groot-Brittannië W 4.04,629 - 4.04,908 | 1 FA         | Nieuw-Zeeland W 4.04,306 - 4.04,927 | Goud   |

#### BMX
Freestyle
| atleet             | onderdeel           | plaatsingsronde | plaatsingsronde | finale | finale |
| atleet             | onderdeel           | score           | rang            | score  | rang   |
| ------------------ | ------------------- | --------------- | --------------- | ------ | ------ |
| Marcus Christopher | freestyle (mannen)  | 89,48           | 2 Q             | 93,11  | 4      |
| Justin Dowell      | freestyle (mannen)  | 89,07           | 4 Q             | 88,35  | 7      |
| Perris Benegas     | freestyle (vrouwen) | 85,44           | 4 Q             | 90,70  | Zilver |
| Hannah Roberts     | freestyle (vrouwen) | 91,45           | 1 Q             | 70,00  | 8      |

Race
| atleet           | onderdeel      | kwartfinale | kwartfinale | last chance run | last chance run | halve finale   | halve finale   | finale         | finale         |
| atleet           | onderdeel      | punten      | rang        | tijd            | rang            | punten         | rang           | uitslag        | rang           |
| ---------------- | -------------- | ----------- | ----------- | --------------- | --------------- | -------------- | -------------- | -------------- | -------------- |
| Kamren Larsen    | race (mannen)  | 7           | 4 Q         | bye             | bye             | 19             | 14             | niet geplaatst | niet geplaatst |
| Cameron Wood     | race (mannen)  | 7           | 5 Q         | bye             | bye             | 11             | 7 Q            | 32,446         | 5              |
| Felicia Stancil  | race (vrouwen) | 20          | 22          | niet geplaatst  | niet geplaatst  | niet geplaatst | niet geplaatst | niet geplaatst | niet geplaatst |
| Daleny Vaughn    | race (vrouwen) | 8           | 7 Q         | bye             | bye             | 16             | 11             | niet geplaatst | niet geplaatst |
| Alise Willoughby | race (vrouwen) | 3           | 3 Q         | bye             | bye             | 11             | 5 Q            | 36,171         | 6              |

#### Mountainbiken
| atleet              | onderdeel               | tijd    | rang   |
| ------------------- | ----------------------- | ------- | ------ |
| Riley Amos          | cross-country (mannen)  | 1.28.08 | 7      |
| Christopher Blevins | cross-country (mannen)  | 1.29.06 | 13     |
| Haley Batten        | cross-country (vrouwen) | 1.28.59 | Zilver |
| Savilia Blunk       | cross-country (vrouwen) | 1.31.52 | 12     |

#### Wegwielrennen
Mannen
| atleet           | onderdeel    | tijd     | rang |
| ---------------- | ------------ | -------- | ---- |
| Brandon McNulty  | wegwedstrijd | 6.21.54  | 24   |
| Brandon McNulty  | tijdrit      | 37.16,60 | 5    |
| Magnus Sheffield | wegwedstrijd | 6.26.57  | 42   |
| Magnus Sheffield | tijdrit      | 38.05,24 | 16   |
| Matteo Jorgenson | wegwedstrijd | 6.20.50  | 9    |

Vrouwen
| atleet           | onderdeel    | tijd     | rang     |
| ---------------- | ------------ | -------- | -------- |
| Taylor Knibb     | tijdrit      | 43.03,46 | 19       |
| Chloé Dygert     | tijdrit      | 41.10,70 | Brons    |
| Chloé Dygert     | wegwedstrijd | 4.03,03  | 15       |
| Kristen Faulkner | wegwedstrijd | 3.59.23  | 1 [ 26 ] |

### Worstelen

#### Grieks-Romeinse stijl
Mannen
| atleet          | onderdeel | eerste ronde         | kwartfinale          | halve finale         | herkansing             | finale / BM          | finale / BM    |
| atleet          | onderdeel | tegenstander uitslag | tegenstander uitslag | tegenstander uitslag | tegenstander uitslag   | tegenstander uitslag | rang           |
| --------------- | --------- | -------------------- | -------------------- | -------------------- | ---------------------- | -------------------- | -------------- |
| Kamal Bey       | −77 kg    | Makhmudov V 1 - 3PP  | niet geplaatst       | niet geplaatst       | niet geplaatst         | niet geplaatst       | niet geplaatst |
| Payton Jacobson | −87 kg    | Komarov V 0 - 4ST    | niet geplaatst       | niet geplaatst       | niet geplaatst         | niet geplaatst       | niet geplaatst |
| Josef Rau       | −97 kg    | Saravi V 1 - 4SP     | niet geplaatst       | niet geplaatst       | Dzhuzupbekov V 1 - 3PP | niet geplaatst       | niet geplaatst |
| Adam Coon       | −130 kg   | Mirzazadeh V 1 - 3PP | niet geplaatst       | niet geplaatst       | niet geplaatst         | niet geplaatst       | niet geplaatst |

#### Vrije stijl
Mannen
| atleet          | onderdeel | eerste ronde          | kwartfinale          | halve finale         | herkansing             | finale / BM          | finale / BM    |
| atleet          | onderdeel | tegenstander uitslag  | tegenstander uitslag | tegenstander uitslag | tegenstander uitslag   | tegenstander uitslag | rang           |
| --------------- | --------- | --------------------- | -------------------- | -------------------- | ---------------------- | -------------------- | -------------- |
| Spencer Lee     | −57 kg    | Zou W W 3 - 1PP       | Almaz Uulu W 4 - 1SP | Abdullaev W 4 - 1SP  | bye                    | Higuchi V 1 - 3PP    | Zilver         |
| Zain Retherford | −65 kg    | Amouzad V 0 - 3PO     | niet geplaatst       | niet geplaatst       | Dudaev V 0 - 5         | niet geplaatst       | niet geplaatst |
| Kyle Dake       | −74 kg    | Montero W 4 - 0ST     | Emami W 5 - 0VT      | Takatani V 1 - 3PP   | bye                    | Tsabolov W 10 - 4PO  | Brons          |
| Aaron Brooks    | −86 kg    | Dauletbekov W 3 - 1PP | Ishiguro W 4 - 1SP   | Ramazanov V 1 - 3PP  | bye                    | Shapiev W 3 - 0PO    | Brons          |
| Josef Rau       | −97 kg    | Saravi V 1 - 3SP      | niet geplaatst       | niet geplaatst       | Dzhuzupbekov V 1 - 3PP | niet geplaatst       | niet geplaatst |
| Adam Coon       | −125 kg   | Mirzazadeh V 1 - 3PP  | niet geplaatst       | niet geplaatst       | niet geplaatst         | niet geplaatst       | niet geplaatst |

Vrouwen
| atlete            | onderdeel | eerste ronde         | kwartfinale                | halve finale          | herkansing           | finale / BM             | finale / BM    |
| atlete            | onderdeel | tegenstander uitslag | tegenstander uitslag       | tegenstander uitslag  | tegenstander uitslag | tegenstander uitslag    | rang           |
| ----------------- | --------- | -------------------- | -------------------------- | --------------------- | -------------------- | ----------------------- | -------------- |
| Sarah Hildebrandt | −50 kg    | Doudou W 4 - 0ST     | Feng Z W 3 - 1PP           | Otgonjargal W 3 - 0PO | bye                  | Guzmán W 3 - 0PO        | Goud           |
| Dominique Parrish | −53 kg    | Fujinami V 0 - 5VT   | niet geplaatst             | niet geplaatst        | Khulan V 0 - 5VT     | niet geplaatst          | niet geplaatst |
| Helen Maroulis    | −57 kg    | Malik W 3 - 1PP      | Hrushyna-Akobiia W 3 - 1PP | Sakurai V 1 - 3PP     | bye                  | Taylor                  | Brons          |
| Kayla Miracle     | −62 kg    | Bas W 4 - 1SP        | Tynybekova V 1 - 3PP       | niet geplaatst        | niet geplaatst       | niet geplaatst          | niet geplaatst |
| Amit Elor         | −68 kg    | Tosun W 3 - 1PP      | Chołuj W 3 - 0PO           | Pak S-g W 4 - 0ST     | bye                  | Zhumanazarova W 3 - 0PO | Goud           |
| Kennedy Blades    | −76 kg    | Axente W 4 - 0ST     | Marín W 4 - 3PP            | Medet Kyzy W 3 - 1PP  | bye                  | Kagami V 1 - 3PP        | Zilver         |

### Zeilen
Mannen
| atleet         | onderdeel    | voorrondes | voorrondes | voorrondes | voorrondes | voorrondes | voorrondes | voorrondes | voorrondes  | voorrondes  | voorrondes  | voorrondes  | voorrondes  | voorrondes  | voorrondes  | voorrondes  | voorrondes  | voorrondes  | voorrondes  | voorrondes  | voorrondes  | voorrondes | voorrondes | KF     | halve finale | halve finale | halve finale | halve finale | halve finale | halve finale | halve finale | halve finale | finale         | finale         | finale         | finale         | finale         | finale         | finale         | finale         |
| atleet         | onderdeel    | 1          | 2          | 3          | 4          | 5          | 6          | 7          | 8           | 9           | 10          | 11          | 12          | 13          | 14          | 15          | 16          | 17          | 18          | 19          | 20          | tot.       | rang       | rang   | 1            | 2            | 3            | 4            | 5            | 6            | tot.         | rang         | 1              | 2              | 3              | 4              | 5              | 6              | tot.           | rang           |
| -------------- | ------------ | ---------- | ---------- | ---------- | ---------- | ---------- | ---------- | ---------- | ----------- | ----------- | ----------- | ----------- | ----------- | ----------- | ----------- | ----------- | ----------- | ----------- | ----------- | ----------- | ----------- | ---------- | ---------- | ------ | ------------ | ------------ | ------------ | ------------ | ------------ | ------------ | ------------ | ------------ | -------------- | -------------- | -------------- | -------------- | -------------- | -------------- | -------------- | -------------- |
| Markus Edegran | Formula Kite | 13         | 11         | 7          | 16         | 6          | 3          | 3          | geannuleerd | geannuleerd | geannuleerd | geannuleerd | geannuleerd | geannuleerd | geannuleerd | geannuleerd | geannuleerd | n.v.t       | n.v.t       | n.v.t       | n.v.t       | 31         | 9 Q        | n.v.t. | 4            | geannuleerd  | geannuleerd  | geannuleerd  | geannuleerd  | geannuleerd  | 31           | 4            | niet geplaatst | niet geplaatst | niet geplaatst | niet geplaatst | niet geplaatst | niet geplaatst | niet geplaatst | niet geplaatst |
| Noah Lyons     | IQFoil       | 5          | 1          | 8          | 13         | 12         | 3          | 9          | 6           | BFD         | 11          | 6           | 14          | 22          | geannuleerd | geannuleerd | geannuleerd | geannuleerd | geannuleerd | geannuleerd | geannuleerd | 88         | 7 Q        | 5      | n.v.t.       | n.v.t.       | n.v.t.       | n.v.t.       | n.v.t.       | n.v.t.       | n.v.t.       | NG           | n.v.t.         | n.v.t.         | n.v.t.         | n.v.t.         | n.v.t.         | n.v.t.         | n.v.t.         | NG             |

| atleet                  | onderdeel | race | race | race | race | race | race | race | race | race | race | race | race | race | netto punten | eindnotering |
| atleet                  | onderdeel | 1    | 2    | 3    | 4    | 5    | 6    | 7    | 8    | 9    | 10   | 11   | 12   | M    | netto punten | eindnotering |
| ----------------------- | --------- | ---- | ---- | ---- | ---- | ---- | ---- | ---- | ---- | ---- | ---- | ---- | ---- | ---- | ------------ | ------------ |
| Ian Barrows Hans Henken | 49er      | 8    | 7    | 17   | 9    | 9    | 5    | 10   | 7    | 3    | 2    | 8    | 11   | 8    | 88           | Brons        |

Vrouwen
| atleet           | onderdeel    | voorrondes | voorrondes | voorrondes | voorrondes | voorrondes | voorrondes | voorrondes  | voorrondes  | voorrondes  | voorrondes  | voorrondes  | voorrondes  | voorrondes  | voorrondes  | voorrondes  | voorrondes  | voorrondes  | voorrondes  | voorrondes  | voorrondes  | voorrondes | voorrondes | KF     | halve finale | halve finale | halve finale | halve finale | halve finale | halve finale | halve finale | halve finale | finale | finale | finale      | finale      | finale      | finale      | finale | finale |
| atleet           | onderdeel    | 1          | 2          | 3          | 4          | 5          | 6          | 7           | 8           | 9           | 10          | 11          | 12          | 13          | 14          | 15          | 16          | 17          | 18          | 19          | 20          | tot.       | rang       | rang   | 1            | 2            | 3            | 4            | 5            | 6            | tot.         | rang         | 1      | 2      | 3           | 4           | 5           | 6           | tot.   | rang   |
| ---------------- | ------------ | ---------- | ---------- | ---------- | ---------- | ---------- | ---------- | ----------- | ----------- | ----------- | ----------- | ----------- | ----------- | ----------- | ----------- | ----------- | ----------- | ----------- | ----------- | ----------- | ----------- | ---------- | ---------- | ------ | ------------ | ------------ | ------------ | ------------ | ------------ | ------------ | ------------ | ------------ | ------ | ------ | ----------- | ----------- | ----------- | ----------- | ------ | ------ |
| Daniela Moroz    | Formula Kite | 7          | 3          | 4          | 1          | 2          | 7          | geannuleerd | geannuleerd | geannuleerd | geannuleerd | geannuleerd | geannuleerd | geannuleerd | geannuleerd | geannuleerd | geannuleerd | n.v.t.      | n.v.t.      | n.v.t.      | n.v.t.      | 17         | 3 Q        | n.v.t. | 1            | geannuleerd  | geannuleerd  | geannuleerd  | geannuleerd  | geannuleerd  | 17           | 1 Q          | 3      | 4,1    | geannuleerd | geannuleerd | geannuleerd | geannuleerd | 7,1    | 4      |
| Dominique Stater | IQFoil       | 11         | 22         | 20         | 6          | 21         | 16         | DNF         | 22          | 20          | 12          | 18          | 8           | 20          | 14          | geannuleerd | geannuleerd | geannuleerd | geannuleerd | geannuleerd | geannuleerd | 188        | 22         | NG     | n.v.t.       | n.v.t.       | n.v.t.       | n.v.t.       | n.v.t.       | n.v.t.       | n.v.t.       | NG           | n.v.t. | n.v.t. | n.v.t.      | n.v.t.      | n.v.t.      | n.v.t.      | n.v.t. | NG     |

| atlete                      | onderdeel | race | race | race | race | race | race | race | race | race | race        | race   | race   | race | netto punten | eindnotering |
| atlete                      | onderdeel | 1    | 2    | 3    | 4    | 5    | 6    | 7    | 8    | 9    | 10          | 11     | 12     | M    | netto punten | eindnotering |
| --------------------------- | --------- | ---- | ---- | ---- | ---- | ---- | ---- | ---- | ---- | ---- | ----------- | ------ | ------ | ---- | ------------ | ------------ |
| Stephanie Roble Maggie Shea | 49erFX    | 7    | 11   | 10   | 3    | 9    | 13   | 15   | 13   | 17   | 8           | 7      | 9      | 20   | 125          | 10           |
| Erika Reineke               | ILCA 6    | 13   | 25   | 18   | 3    | 4    | 7    | BFD  | 2    | 25   | geannuleerd | n.v.t. | n.v.t. | 12   | 110          | 9            |

Gemengd
| atlete                                | onderdeel | race | race | race | race | race | race | race | race | race        | race        | race   | race   | race           | netto punten | eindnotering |
| atlete                                | onderdeel | 1    | 2    | 3    | 4    | 5    | 6    | 7    | 8    | 9           | 10          | 11     | 12     | M              | netto punten | eindnotering |
| ------------------------------------- | --------- | ---- | ---- | ---- | ---- | ---- | ---- | ---- | ---- | ----------- | ----------- | ------ | ------ | -------------- | ------------ | ------------ |
| Stuart McNay Lara Dallman-Weiss       | 470       | 9    | 17   | 4    | 13   | 11   | 6    | 18   | 12   | geannuleerd | geannuleerd | n.v.t. | n.v.t. | niet geplaatst | 72           | 13           |
| David Liebenberg Sarah Newberry Moore | nacra 17  | 10   | 16   | 18   | 14   | 13   | 16   | 11   | UFD  | 15          | 3           | 12     | 13     | niet geplaatst | 141          | 16           |

### Zwemmen
Mannen
| atleet                                                                                                  | onderdeel          | series   | series | halve finale   | halve finale   | finale         | finale         |
| atleet                                                                                                  | onderdeel          | tijd     | tang   | tijd           | rang           | tijd           | rang           |
| --- | ------------------ | -------- | ------ | -------------- | -------------- | -------------- | -------------- |
| Caeleb Dressel                                                                                          | 50 m vrije slag    | 21,91    | 13 Q   | 21,58          | 5 Q            | 21,61          | 6              |
| Caeleb Dressel                                                                                          | 100 m vlinderslag  | 50,83    | 6 Q    | 51,57          | 13             | niet geplaatst | niet geplaatst |
| Chris Guiliano                                                                                          | 50 m vrije slag    | 21,97    | 17     | niet geplaatst | niet geplaatst | niet geplaatst | niet geplaatst |
| Chris Guiliano                                                                                          | 100 m vrije slag   | 48,25    | 8 Q    | 47,72          | 7 Q            | 47,98          | 8              |
| Chris Guiliano                                                                                          | 200 m vrije slag   | 1.47,60  | 19     | niet geplaatst | niet geplaatst | niet geplaatst | niet geplaatst |
| Jack Alexy                                                                                              | 100 m vrije slag   | 47,57    | 1 Q    | 47,68          | 6 Q            | 47,96          | 7              |
| Luke Hobson                                                                                             | 200 m vrije slag   | 1.46,23  | 7 Q    | 1.45,19        | 3 Q            | 1.44,79        | Brons          |
| Aaron Shackell                                                                                          | 400 m vrije slag   | 3.45,45  | 6 Q    | n.v.t.         | n.v.t.         | 3.47,00        | 8              |
| Kieran Smith                                                                                            | 400 m vrije slag   | 3.46,47  | 11     | n.v.t.         | n.v.t.         | niet geplaatst | niet geplaatst |
| Luke Whitlock                                                                                           | 800 m vrije slag   | 7.49,26  | 15     | n.v.t.         | n.v.t.         | niet geplaatst | niet geplaatst |
| Robert Finke                                                                                            | 800 m vrije slag   | 7.43,00  | 5 Q    | n.v.t.         | n.v.t.         | 7.38,75        | Zilver         |
| Robert Finke                                                                                            | 1500 m vrije slag  | 14.45,31 | 6 Q    | n.v.t.         | n.v.t.         | 14.30,67 WR    | Goud           |
| David Johnston                                                                                          | 1500 m vrije slag  | 15.10,64 | 18     | n.v.t.         | n.v.t.         | niet geplaatst | niet geplaatst |
| Hunter Armstrong                                                                                        | 100 m rugslag      | 53,34    | 9 Q    | 53,11          | 11             | niet geplaatst | niet geplaatst |
| Ryan Murphy                                                                                             | 100 m rugslag      | 53,06    | 4 Q    | 52,72          | 5 Q            | 52,39          | Brons          |
| Ryan Murphy                                                                                             | 200 m rugslag      | 1.57,03  | 5 Q    | 1.56,62        | 10             | Niet geplaatst | Niet geplaatst |
| Keaton Jones                                                                                            | 200 m rugslag      | 1.57,54  | 11 Q   | 1.56,39        | 6 Q            | 1.55,39        | 5              |
| Nic Fink                                                                                                | 100 m schoolslag   | 59,66    | 10 Q   | 59,16          | 4 Q            | 59,05          | =              |
| Charlie Swanson                                                                                         | 100 m schoolslag   | 59,92    | 14 Q   | 1.00,16        | 14             | niet geplaatst | niet geplaatst |
| Matthew Fallon                                                                                          | 200 m schoolslag   | 2.10,49  | 11 Q   | 2.09,96        | =10            | niet geplaatst | niet geplaatst |
| Josh Matheny                                                                                            | 200 m schoolslag   | 2.10,39  | 10 Q   | 2.09,70        | 6 Q            | 2.09,52        | 7              |
| Thomas Heilman                                                                                          | 100 m vlinderslag  | 51,82    | 18     | niet geplaatst | niet geplaatst | niet geplaatst | niet geplaatst |
| Thomas Heilman                                                                                          | 200 m vlinderslag  | 1.55,74  | 11 Q   | 1.54,87        | 10             | niet geplaatst | niet geplaatst |
| Luca Urlando                                                                                            | 200 m vlinderslag  | 1.56,18  | 17     | niet geplaatst | niet geplaatst | niet geplaatst | niet geplaatst |
| Shaine Casas                                                                                            | 200 m wisselslag   | 1.58,04  | 5 Q    | 1.57,82        | 9              | niet geplaatst | niet geplaatst |
| Carson Foster                                                                                           | 200 m wisselslag   | 1.58,63  | 10 Q   | 1.56,37        | 2 Q            | 1.56,10        | 4              |
| Carson Foster                                                                                           | 400 m wisselslag   | 4.11,07  | 4 Q    | n.v.t.         | n.v.t.         | 4.08,66        | Brons          |
| Chase Kalisz                                                                                            | 400 m wisselslag   | 4.13,36  | 11     | n.v.t.         | n.v.t.         | niet geplaatst | niet geplaatst |
| Jack Alexy Hunter Armstrong Caeleb Dressel Chris Guiliano Ryan Held[b] Matt King[b]                     | 4x100 m vrije slag | 3.12,61  | 4 Q    | n.v.t.         | n.v.t.         | 3.09,28        | Goud           |
| Brooks Curry[b] Carson Foster Chris Guiliano[b] Luke Hobson Drew Kibler Blake Pieroni[b] Kieran Smith   | 4x200 m vrije slag | 7.05,57  | 2 Q    | n.v.t.         | n.v.t.         | 7.00,78        | Zilver         |
| Jack Alexy[b] Hunter Armstrong Caeleb Dressel Nic Fink Thomas Heilman[b] Ryan Murphy Charlie Swanson[b] | 4x100 m wisselslag | 3.31,62  | 3 Q    | n.v.t.         | n.v.t.         | 3.28,01        | Zilver         |
| Ivan Puskovitch                                                                                         | 10km open water    | n.v.t.   | n.v.t. | n.v.t.         | n.v.t.         | 1.57.52,5      | 19             |

Vrouwen
| atleet | onderdeel          | series   | series | halve finale   | halve finale   | finale         | finale         |
| atleet | onderdeel          | tijd     | rang   | tijd           | rang           | tijd           | rang           |
| --- | ------------------ | -------- | ------ | -------------- | -------------- | -------------- | -------------- |
| Simone Manuel | 50 m vrije slag    | 24,587   | =18    | niet geplaatst | niet geplaatst | niet geplaatst | niet geplaatst |
| Gretchen Walsh | 50 m vrije slag    | 24,37    | 3 Q    | 24,17          | 2 Q            | 24,21          | 4              |
| Gretchen Walsh | 100 m vlinderslag  | 56,75    | 4 Q    | 55,38 OR       | 1 Q            | 55,63          | Zilver         |
| Gretchen Walsh | 100 m vrije slag   | 53,54    | 8 Q    | 53,18          | 8 Q            | 53,04          | 8              |
| Torri Huske | 100 m vrije slag   | 53,53    | 7 Q    | 52,99          | 7 Q            | 52,29          | Zilver         |
| Torri Huske | 100 m vlinderslag  | 56,72    | 3 Q    | 56,00          | 2 Q            | 55,59          | Goud           |
| Erin Gemmell | 200 m vrije slag   | 1.57,23  | 11 Q   | 1.56,46        | 9              | niet geplaatst | niet geplaatst |
| Claire Weinstein | 200 m vrije slag   | 1.56,48  | 6 Q    | 1.55,24        | 3 Q            | 1.56,60        |                |
| Katie Ledecky | 400 m vrije slag   | 4.02,19  | 1 Q    | n.v.t.         | n.v.t.         | 4.00,86        | Brons          |
| Katie Ledecky | 800 m vrije slag   | 8.16,62  | 1 Q    | n.v.t.         | n.v.t.         | 8.11,04        | Goud           |
| Katie Ledecky | 1500 m vrije slag  | 15.47,43 | 1 Q    | n.v.t.         | n.v.t.         | 15.30,02 OR    | Goud           |
| Paige Madden | 400 m vrije slag   | 4.03,34  | 6 Q    | n.v.t.         | n.v.t.         | 4.02,26        | 6              |
| Paige Madden | 800 m vrije slag   | 8.18,48  | 2 Q    | n.v.t.         | n.v.t.         | 8.13,00        | Brons          |
| Katie Grimes | 1500 m vrije slag  | 16.12,11 | 10     | n.v.t.         | n.v.t.         | niet geplaatst | niet geplaatst |
| Katie Grimes | 400 m wisselslag   | 4.37,24  | 2 Q    | n.v.t.         | n.v.t.         | 4.33,40        | Zilver         |
| Emma Weyant | 400 m wisselslag   | 4.36,27  | 1 Q    | n.v.t.         | n.v.t.         | 4.34,93        | Brons          |
| Katharine Berkoff | 100 m rugslag      | 57,99    | 1 Q    | 58,27          | 3 Q            | 57,98          | Brons          |
| Regan Smith | 100 m rugslag      | 58,45    | 2 Q    | 57,97          | 1 Q            | 57,66          | Zilver         |
| Regan Smith | 200 m rugslag      | 2.09,61  | 6 Q    | 2.08,14        | 6 Q            | 2.04,26        | Zilver         |
| Regan Smith | 200 m vlinderslag  | 2.06,99  | 2 Q    | 2.05,39        | 2 Q            | 2.03,84 NR     | Zilver         |
| Alex Shackell | 200 m vlinderslag  | 2.07,49  | 5 Q    | 2.06,46        | 5 Q            | 2.07,73        | 6              |
| Phoebe Bacon | 200 m rugslag      | 2.09,00  | 4 Q    | 2.07,32        | 1 Q            | 2.05,61        | 4              |
| Emma Weber | 100 m schoolslag   | 1.07,65  | 23     | niet geplaatst | niet geplaatst | niet geplaatst | niet geplaatst |
| Lilly King | 100 m schoolslag   | 1.06,10  | 5 Q    | 1.05,64        | 3 Q            | 1.05,60        | =4             |
| Lilly King | 200 m schoolslag   | 2.24,91  | 11 Q   | 2.23,25        | 6 Q            | 2.25,91        | 8              |
| Kate Douglass | 200 m schoolslag   | 2.23,44  | 3 Q    | 2.19,74        | 1 Q            | 2.19,24 AMR    | Goud           |
| Kate Douglass | 200 m wisselslag   | 2.10,70  | 5 Q    | 2.08,59        | 3 Q            | 2.06,92        | Zilver         |
| Alex Walsh | 200 m wisselslag   | 2.10,48  | 3 Q    | 2.07,45        | 1 Q            | DSQ            | DSQ            |
| Erika Connolly[b] Kate Douglass Torri Huske Simone Manuel Gretchen Walsh Abbey Weitzeil[b]                             | 4x100 m vrije slag | 3.33,29  | 2 Q    | n.v.t.         | n.v.t.         | 3.30,20 AMR    | Zilver         |
| Erin Gemmell Katie Ledecky Paige Madden Simone Manuel[b] Anna Peplowski[b] Alex Shackell[b] Claire Weinstein           | 4x200 m vrije slag | 7.52,72  | 4 Q    | n.v.t.         | n.v.t.         | 7.40,86        | Zilver         |
| Katharine Berkoff[b] Kate Douglass[b] Torri Huske Lilly King Alex Shackell[b] Regan Smith Gretchen Walsh Emma Weber[b] | 4x100 m wisselslag | 3.56,40  | 4 Q    | n.v.t.         | n.v.t.         | 3.49,63 WR     | Goud           |
| Mariah Denigan | 10km open water    | n.v.t.   | n.v.t. | n.v.t.         | n.v.t.         | 2.06.42,9      | 16             |
| Katie Grimes | 10km open water    | n.v.t.   | n.v.t. | n.v.t.         | n.v.t.         | 2.06.29,6      | 15             |

Gemengd
| atleet | onderdeel          | series  | series | halve finale | halve finale | finale     | finale |
| atleet | onderdeel          | tijd    | rang   | tijd         | rang         | tijd       | rang   |
| --- | ------------------ | ------- | ------ | ------------ | ------------ | ---------- | ------ |
| Caeleb Dressel[b] Nic Fink Torri Huske Ryan Murphy Regan Smith[b] Charlie Swanson[b] Gretchen Walsh Abbey Weitzeil[b] | 4x100 m wisselslag | 3.40,98 | 1 Q    | n.v.t.       | n.v.t.       | 3.37,43 WR | Goud   |

[b]Zwom niet mee in de finale